# Biserica Sfinții Arhangheli din Borzești, Cluj

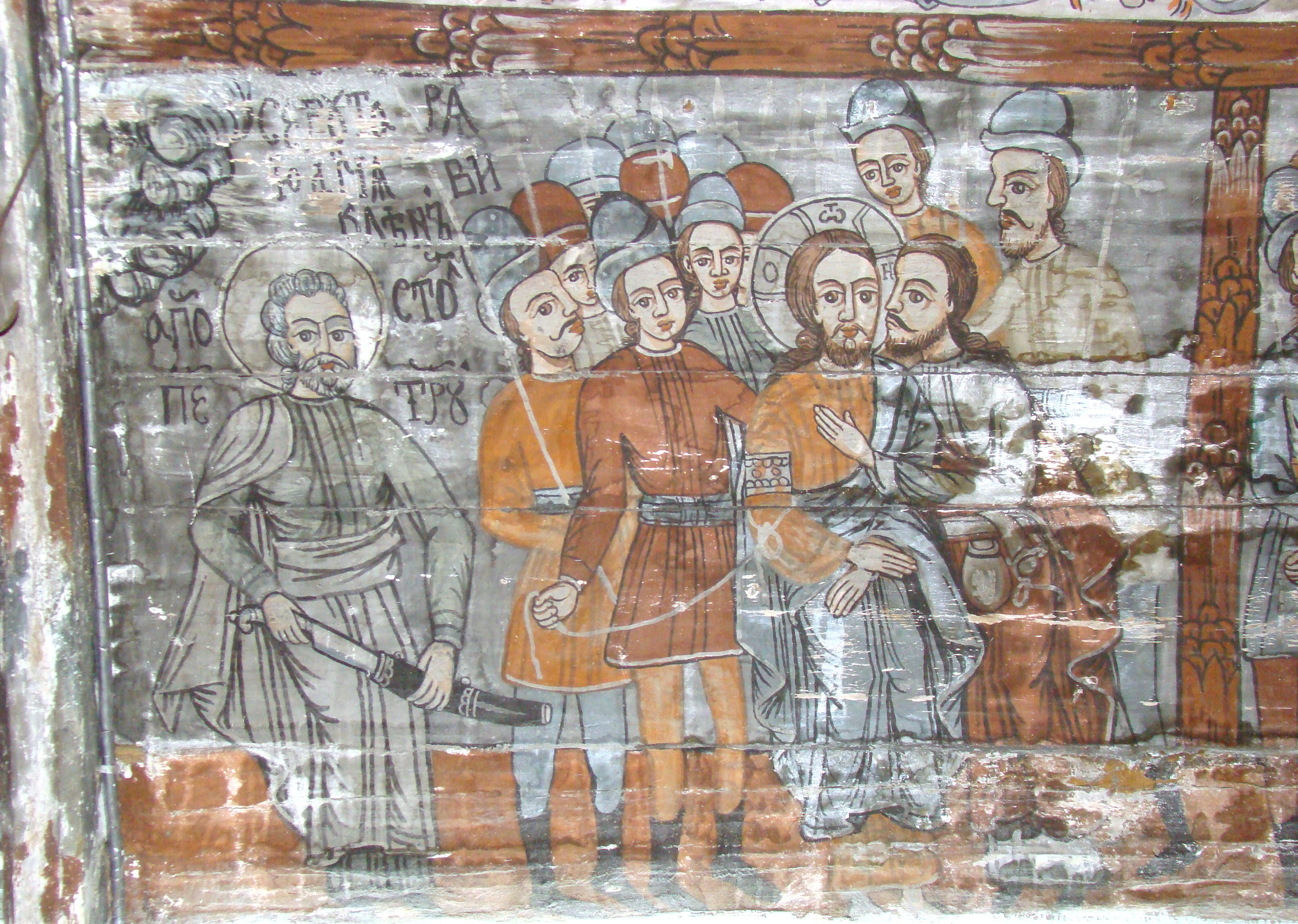
Sărutul lui Iuda

Biserica  Sfinții Arhangheli este un monument istoric aflat pe teritoriul satului Borzești, comuna Iara, județul Cluj. Figurează pe lista monumentelor istorice   CJ-II-m-B-07537.

## Localitatea
Borzești (în maghiară Berkes, în perioada interbelică rom. Berchiș) este un sat în comuna Iara din județul Cluj, Transilvania, România. Prima atestare documentară a satului Borzești datează din anul 1351.

## Istoric și trăsături
Biserica din piatră datează din secolul al XVIII-lea. A fost acoperită inițial cu șindrilă, în prezent cu tablă; este pictată doar pe boltă și în altar. Noul iconostas a fost montat în anul 2011 și sfințit de PS Vasile Someșanul. În cimitirul bisericii se află monumentul închinat celor 172 victime din cel de al doilea război mondial. Tot acolo își dorm somnul de veci membri ai familiei academicianului Alexandru Borza, fondator al grădinii botanice din Cluj.

## Imagini din exterior

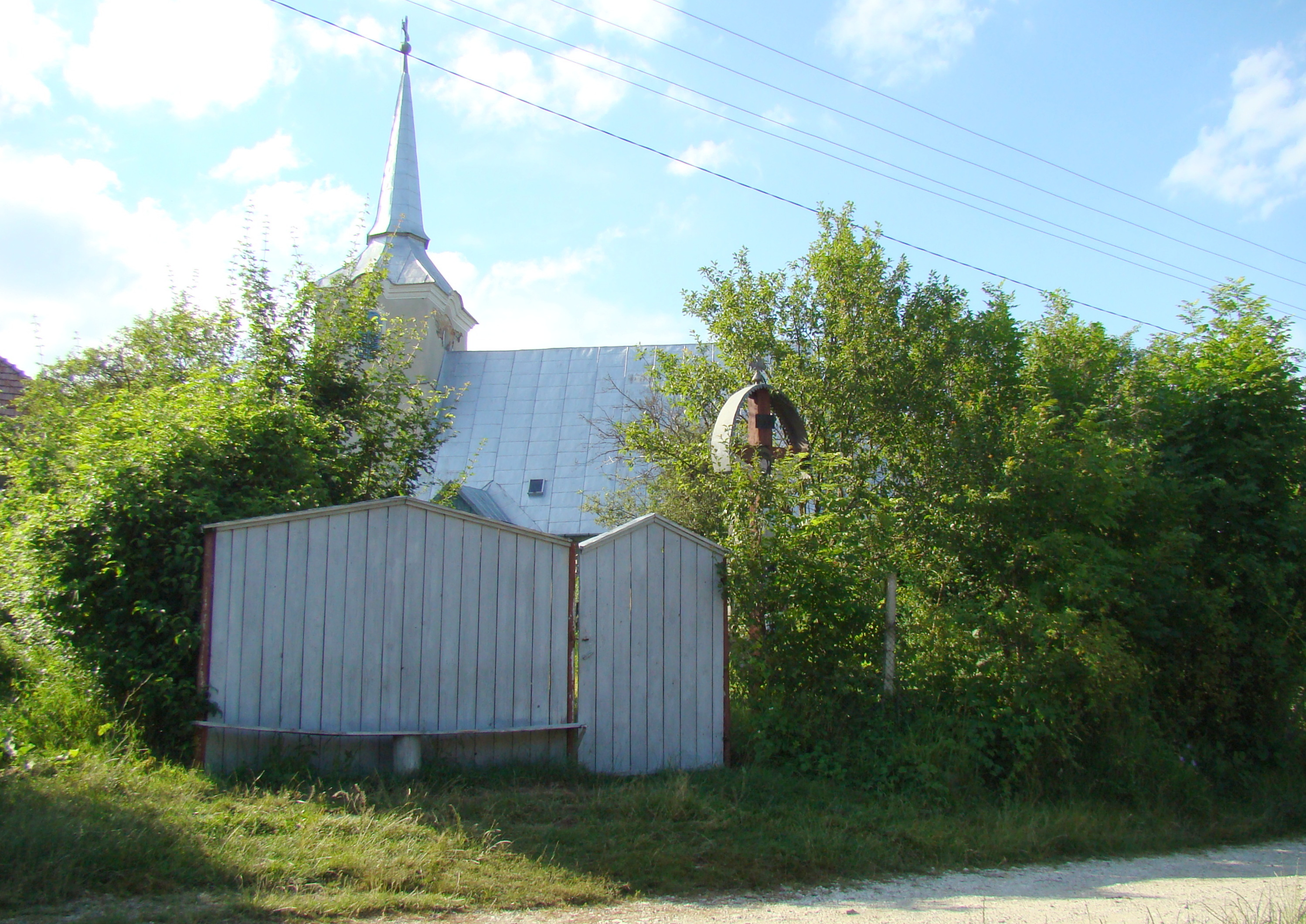
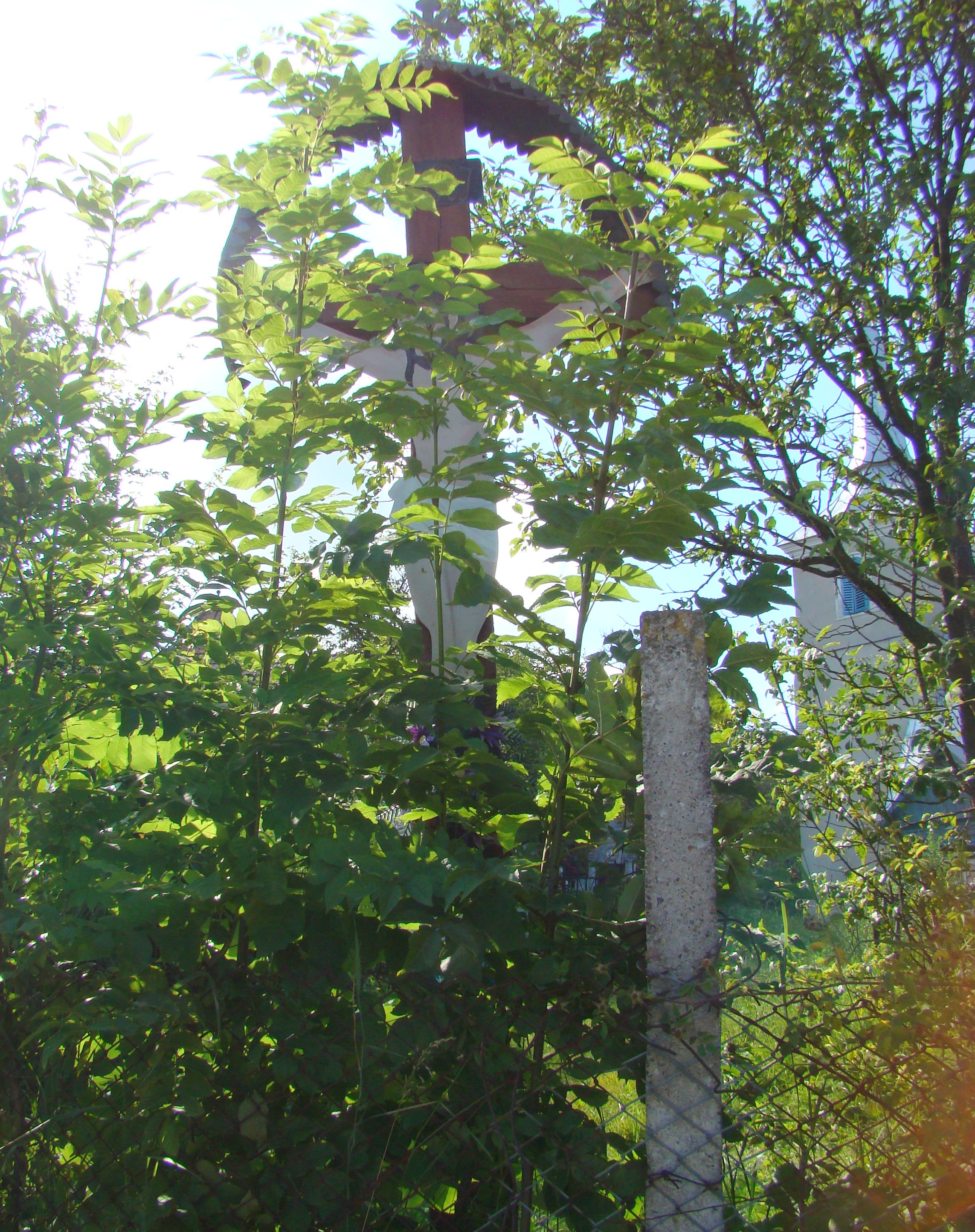
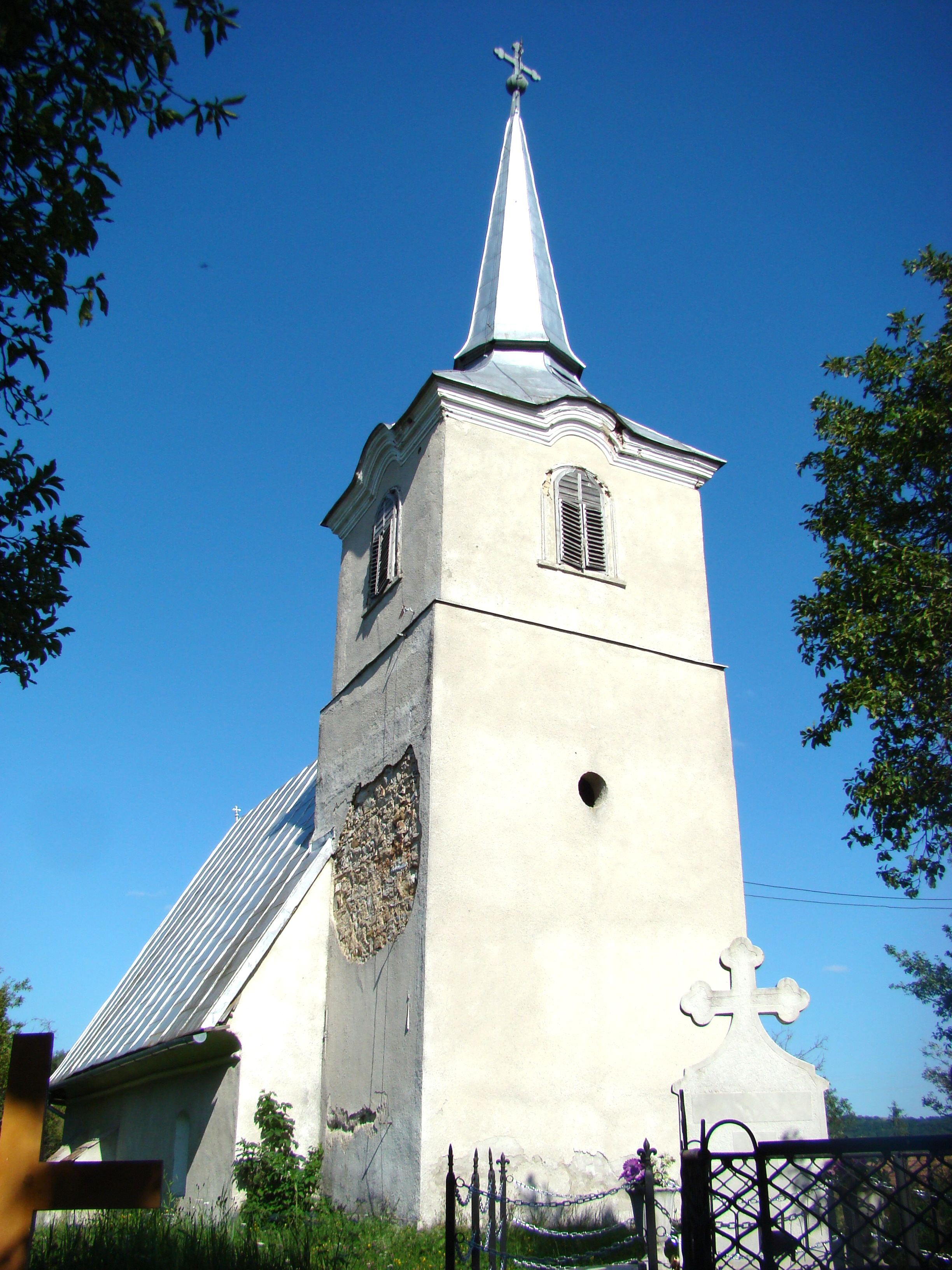
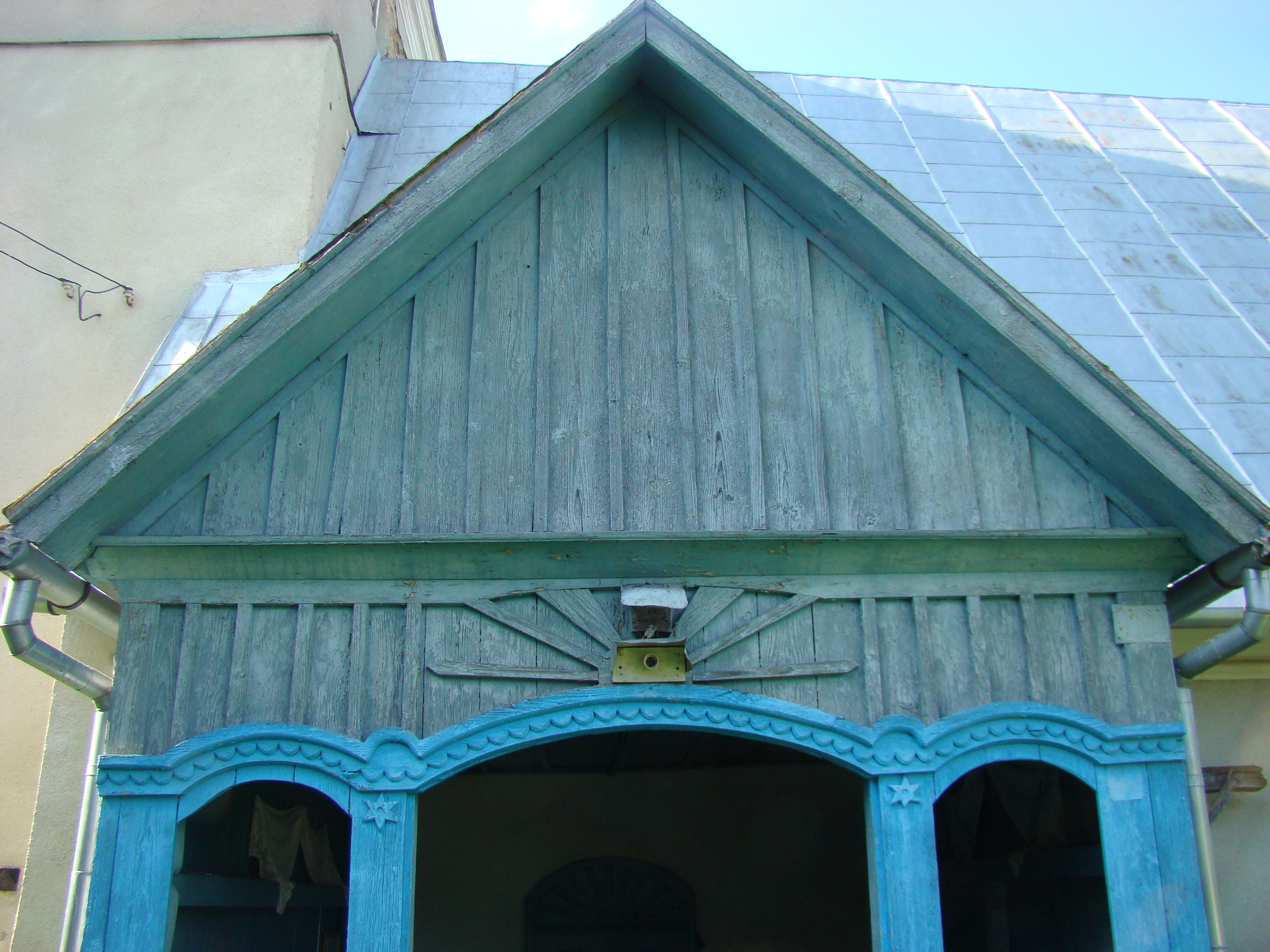
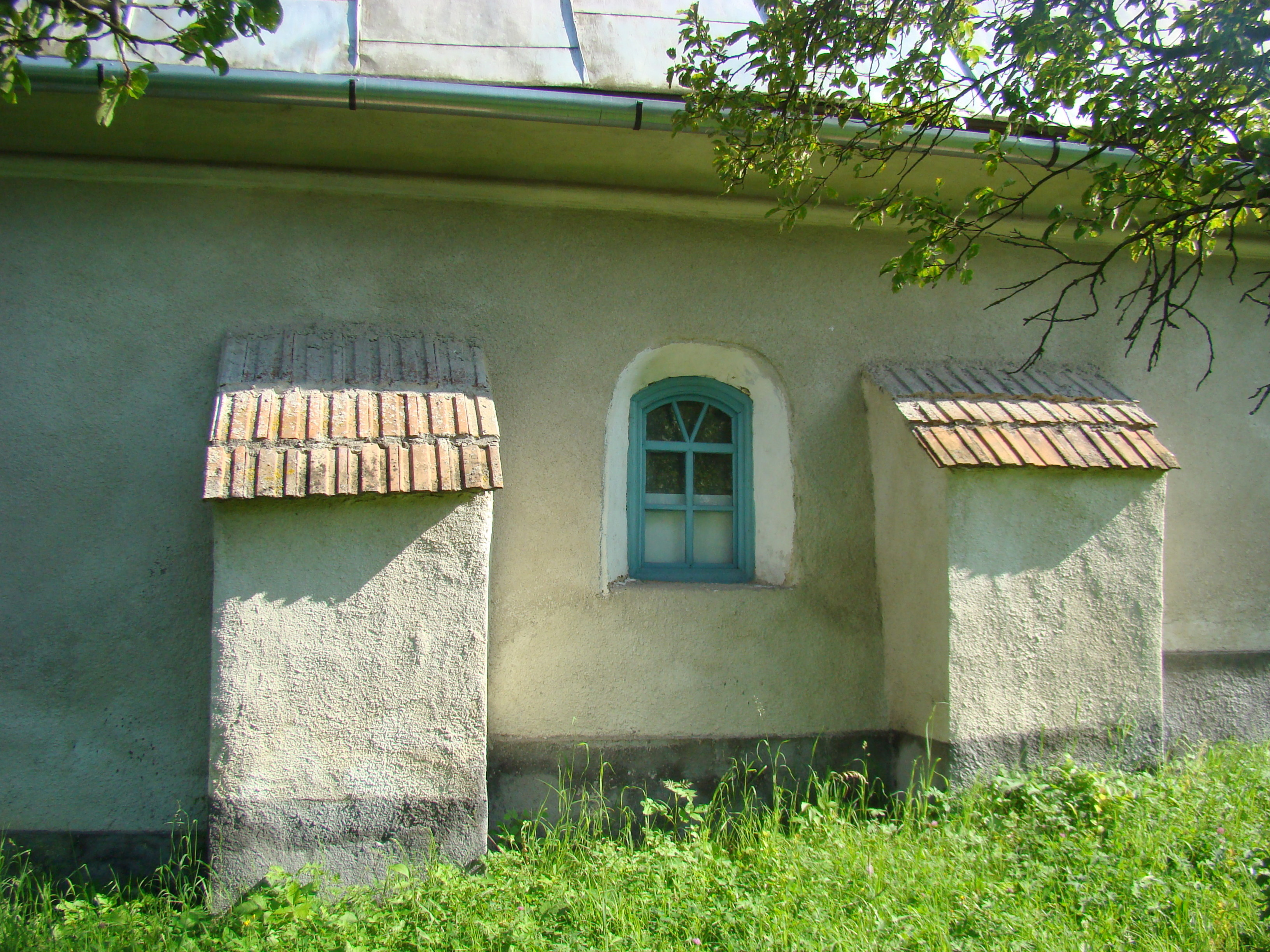
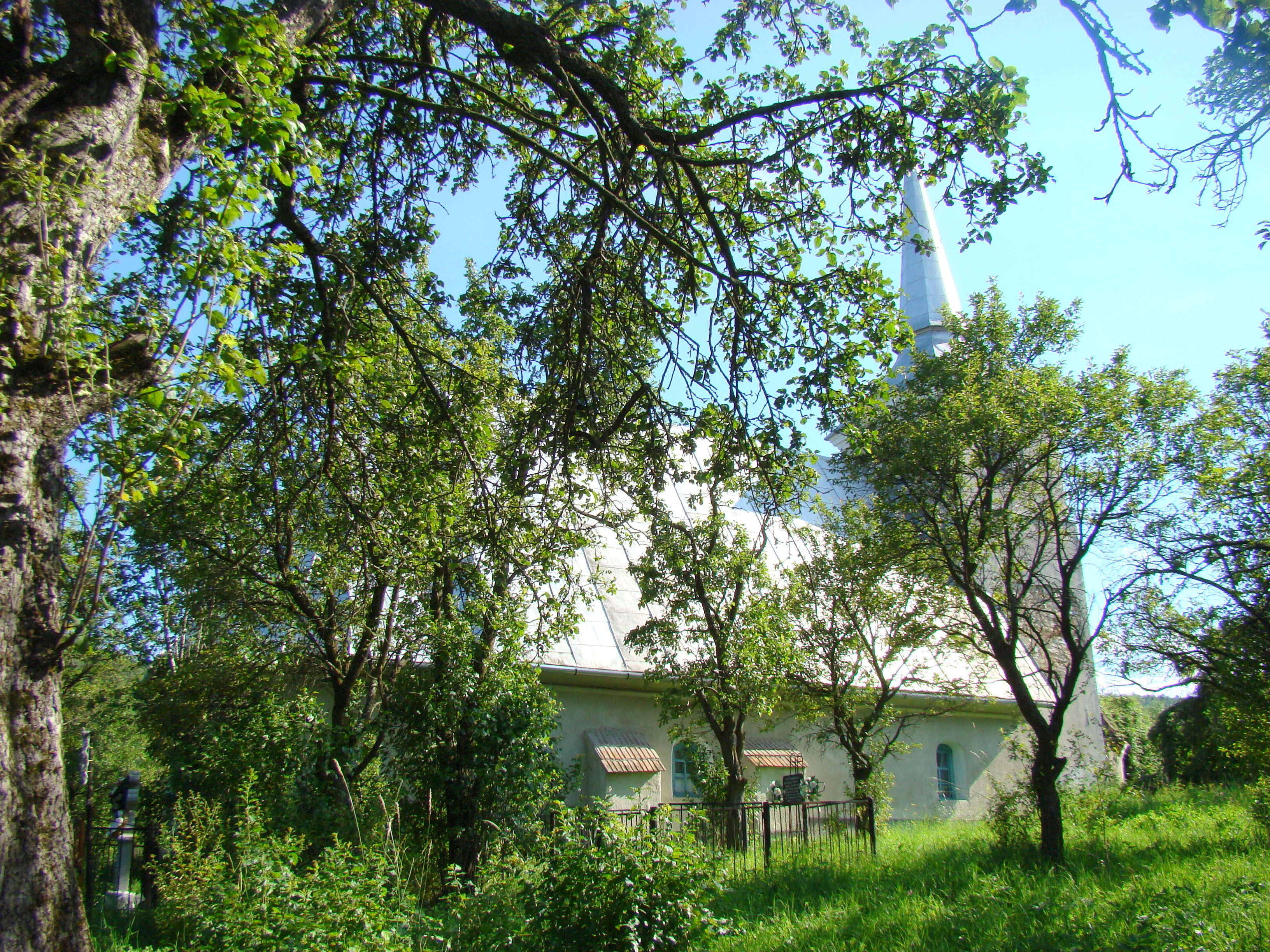
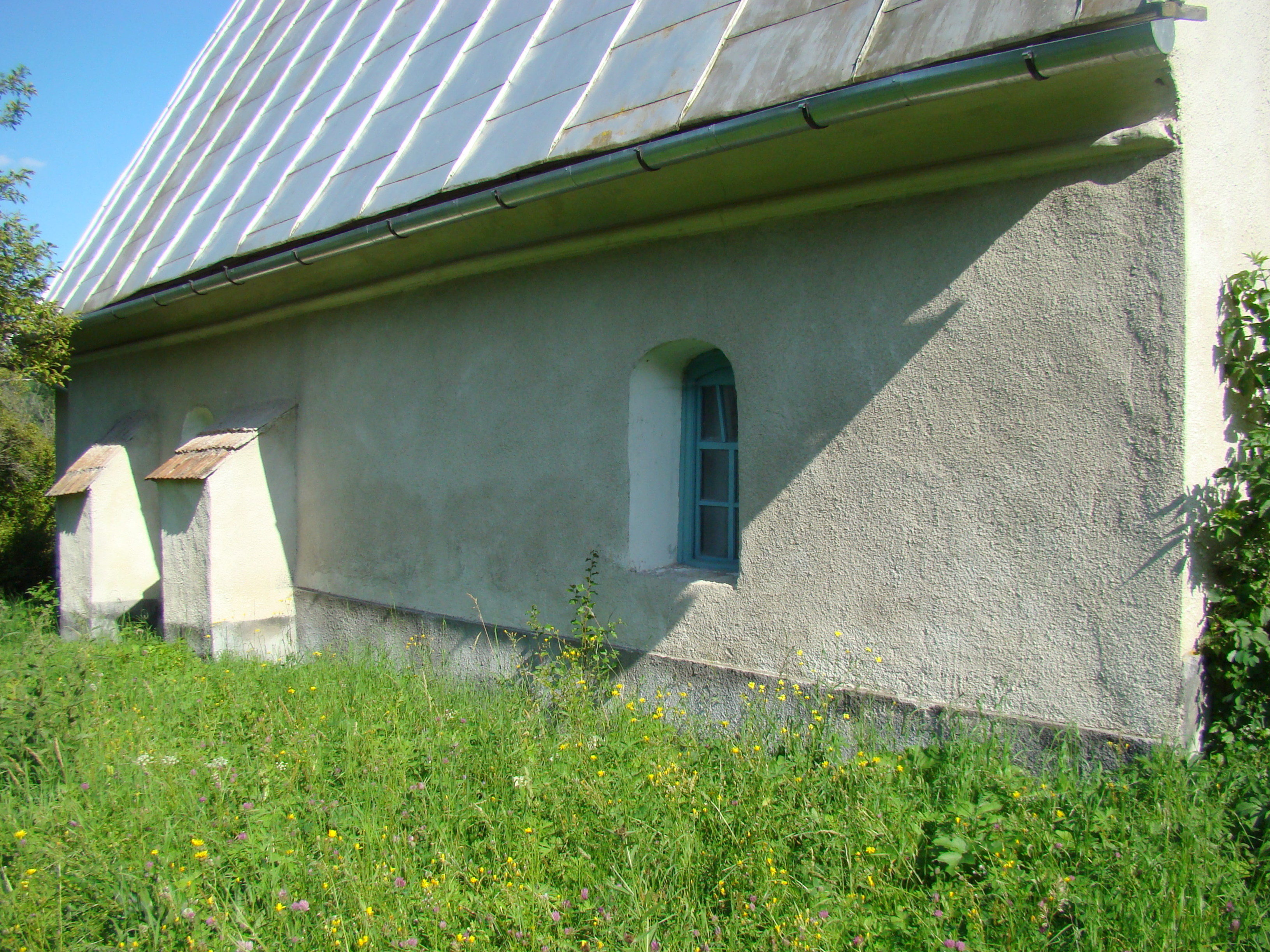
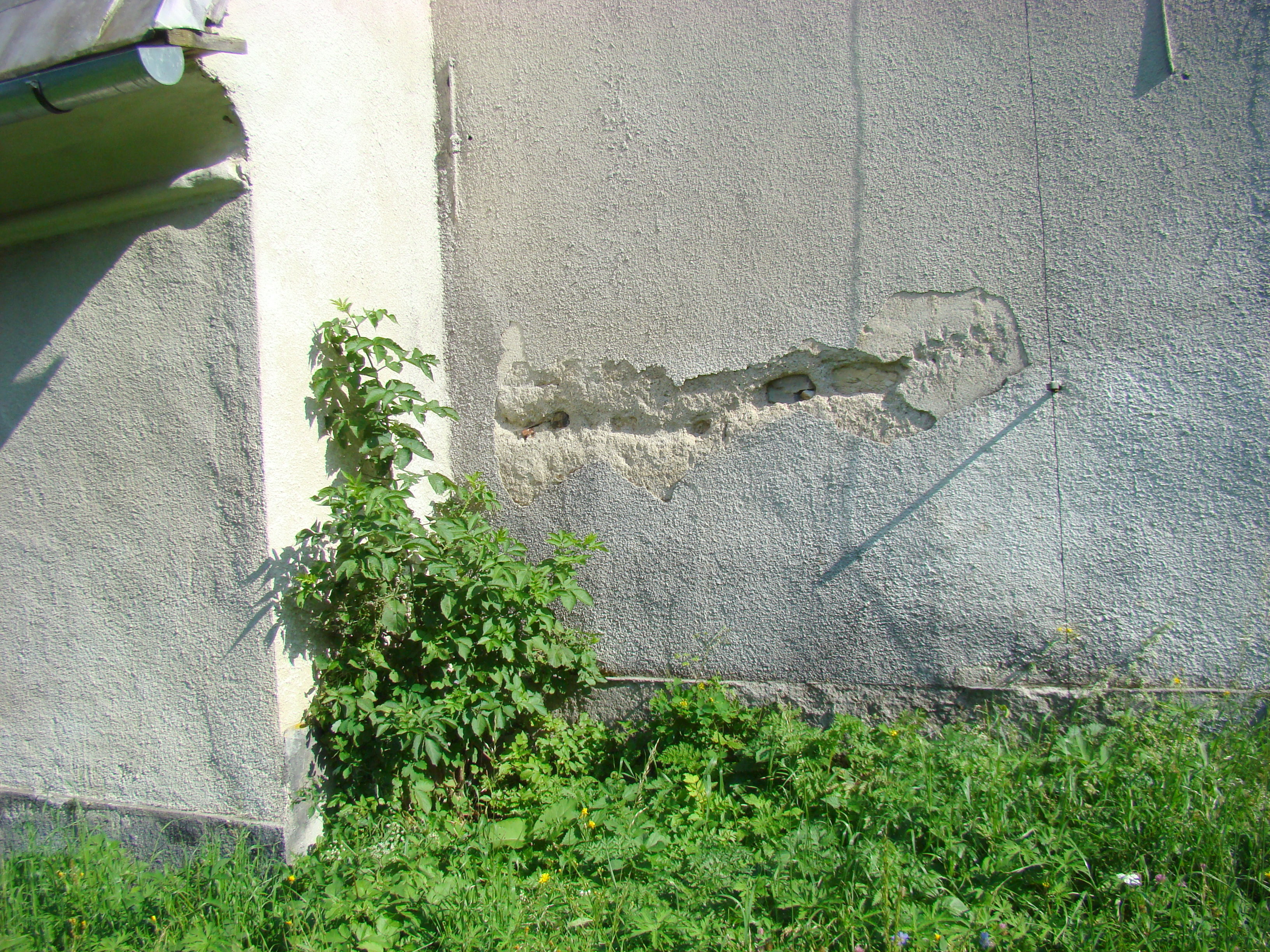
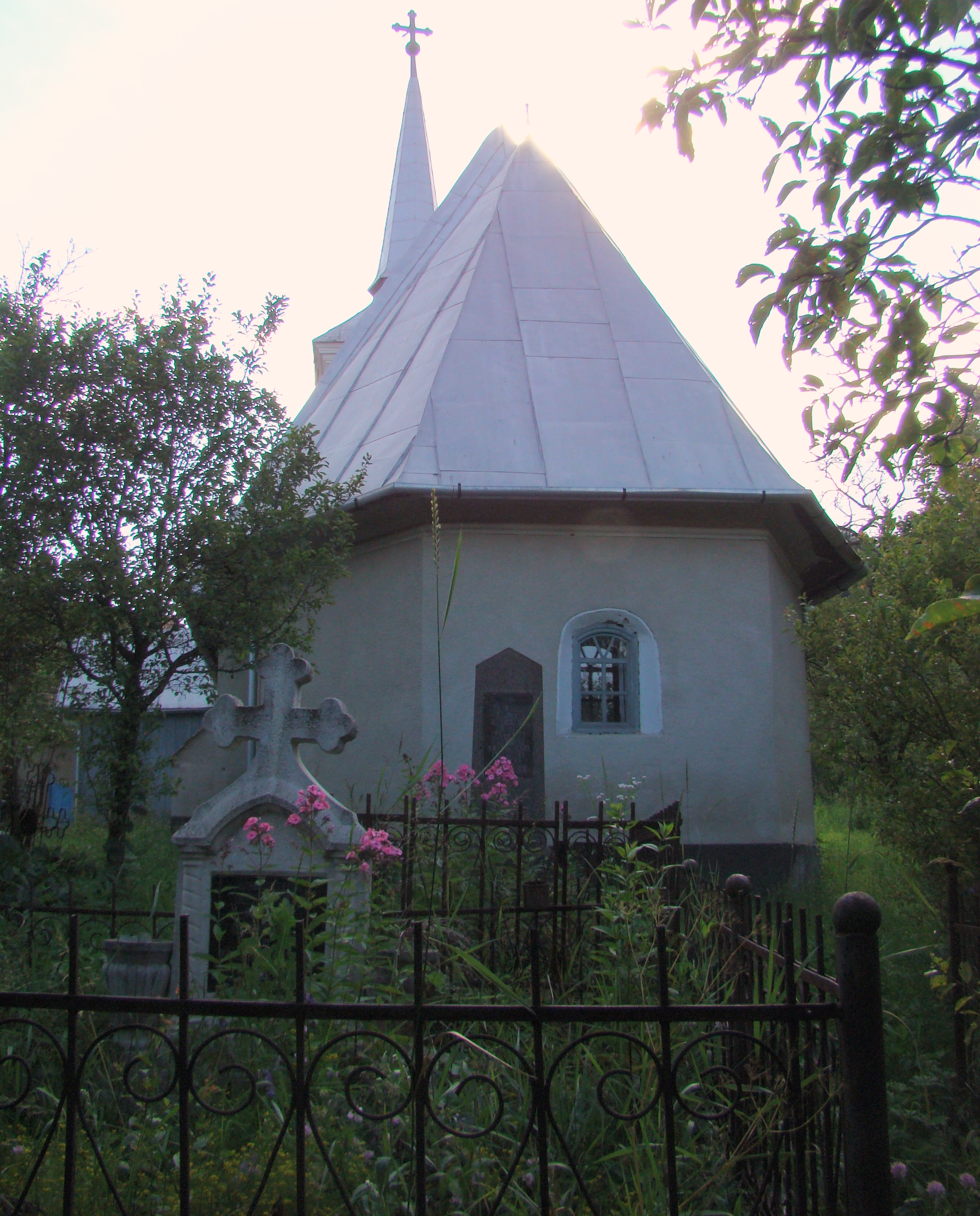
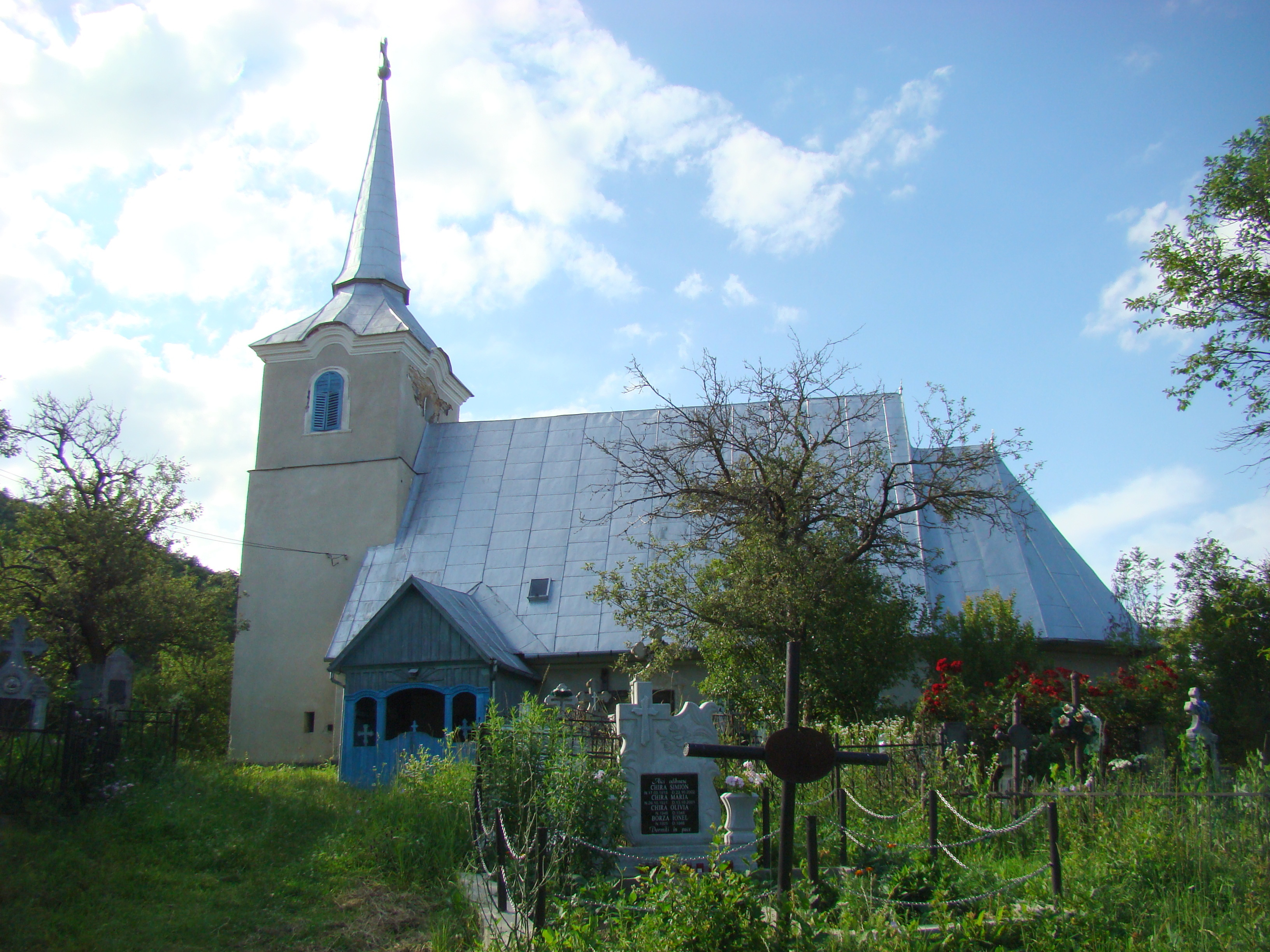
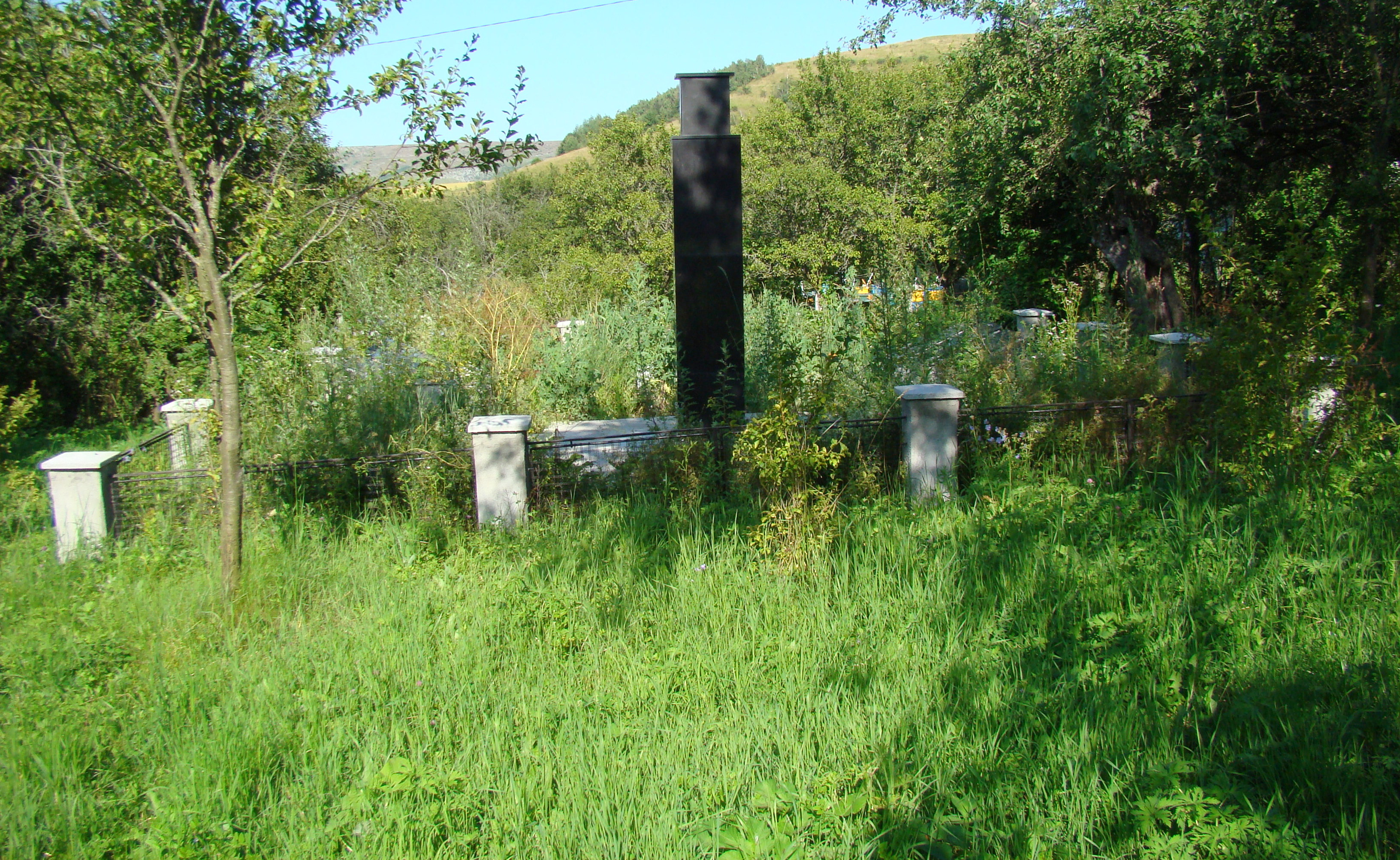
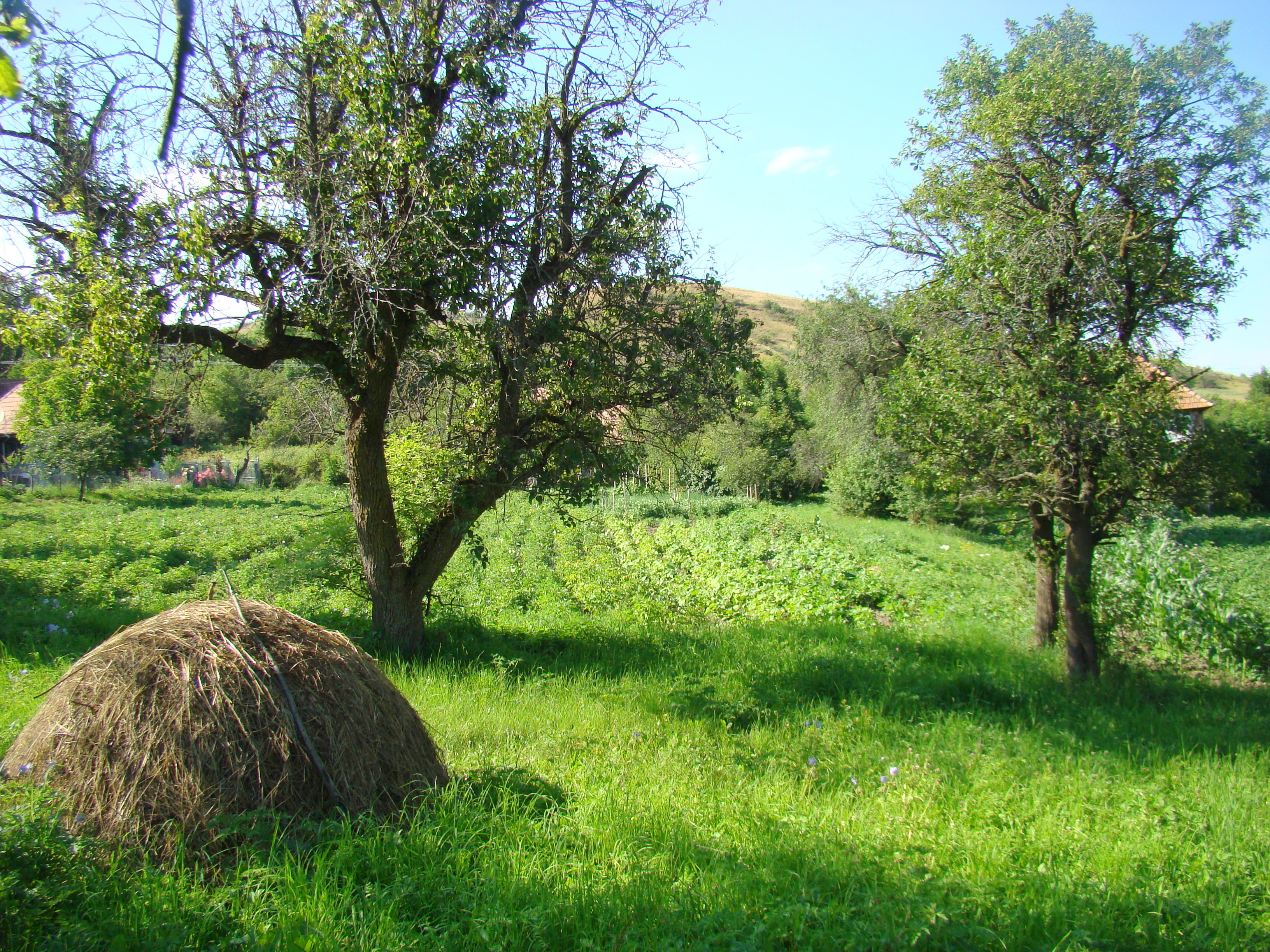
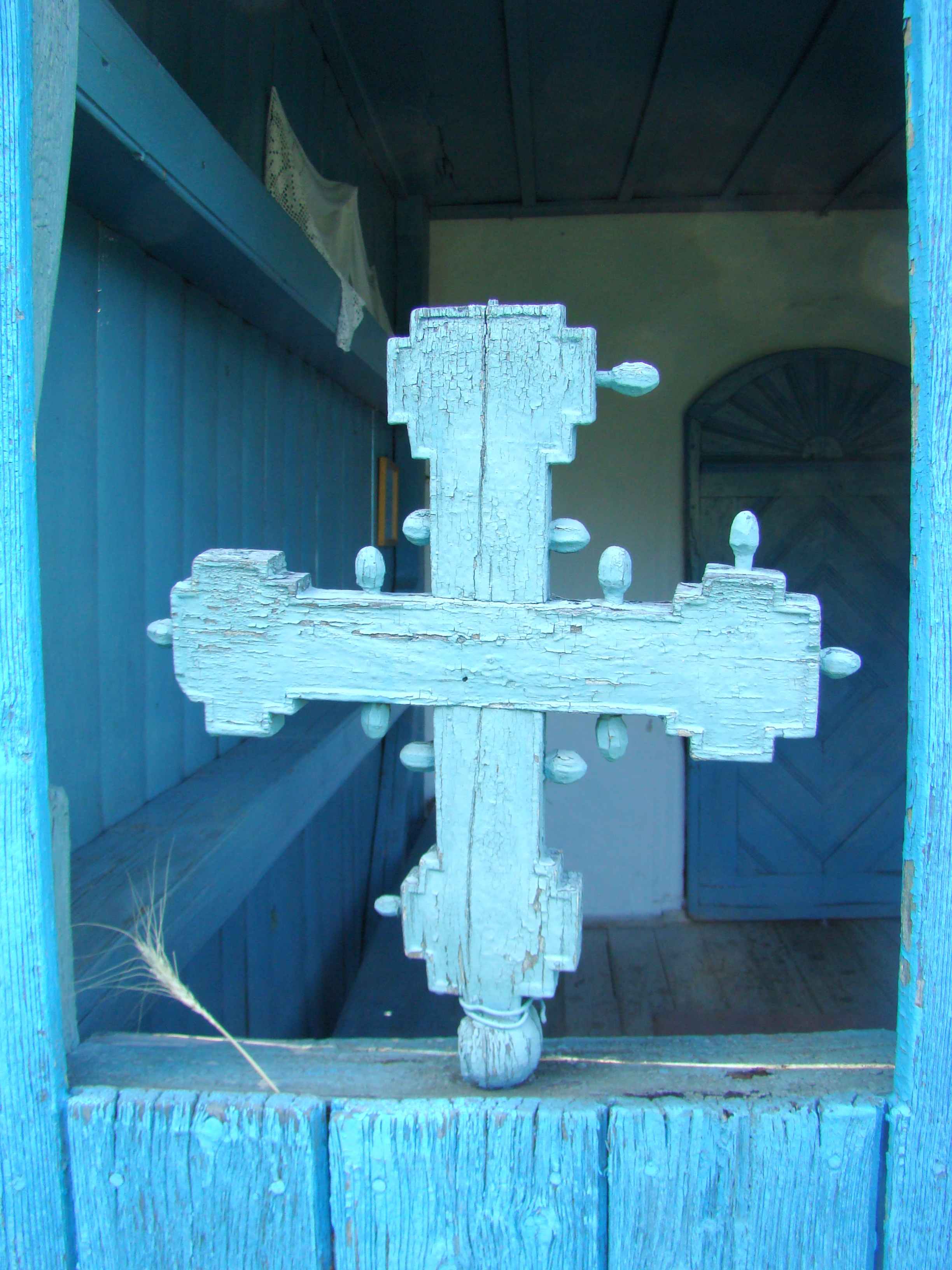
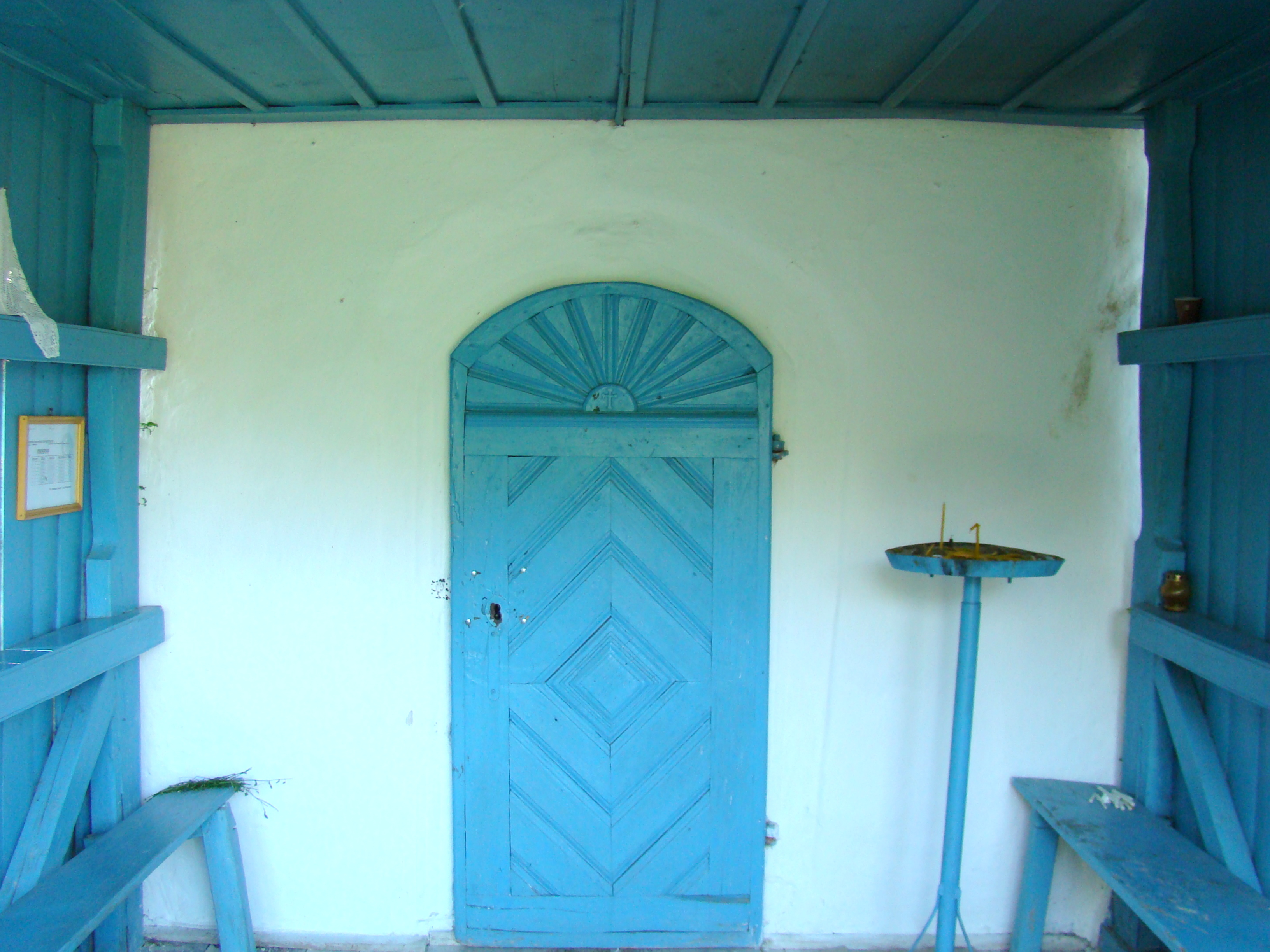
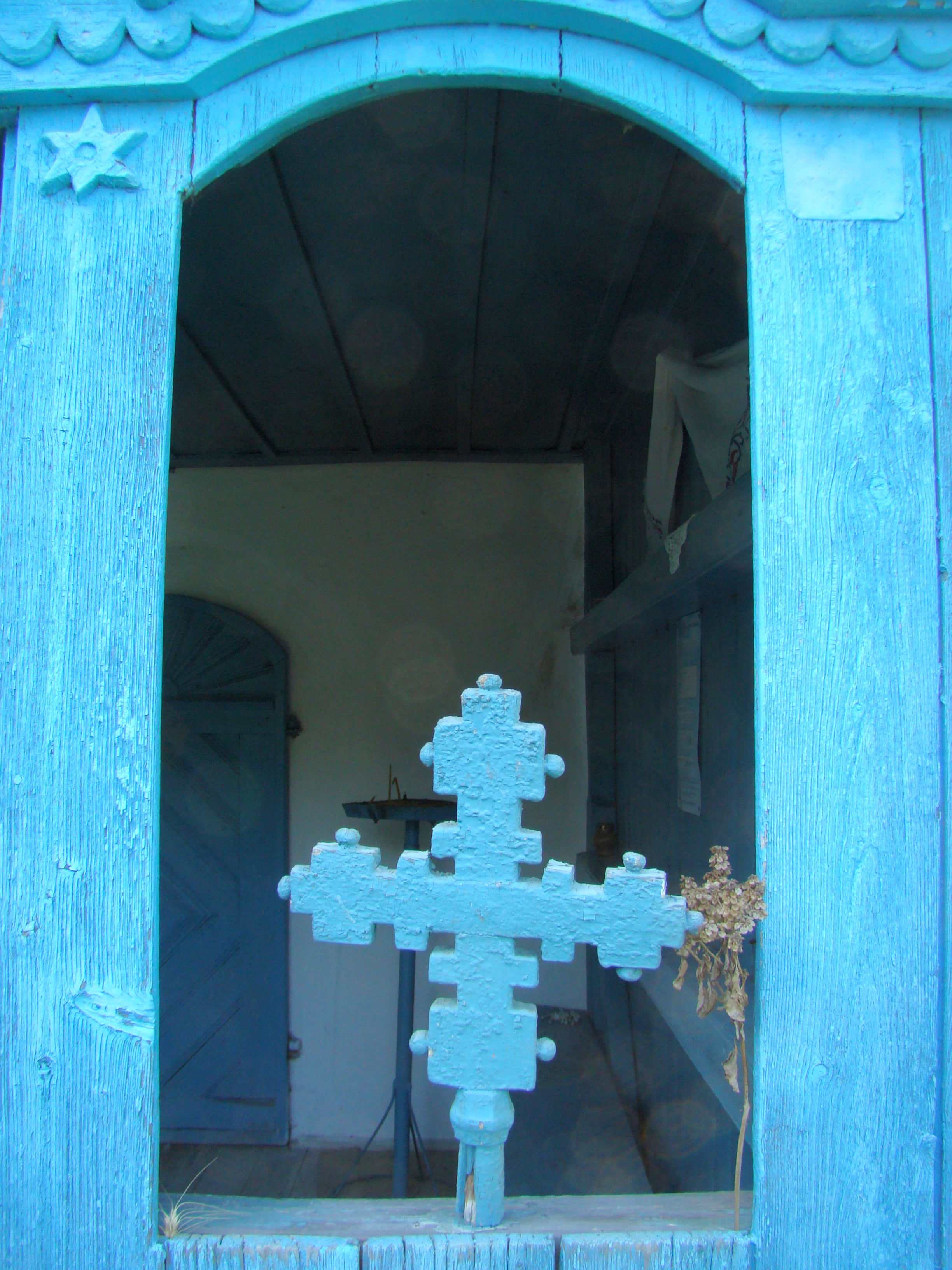
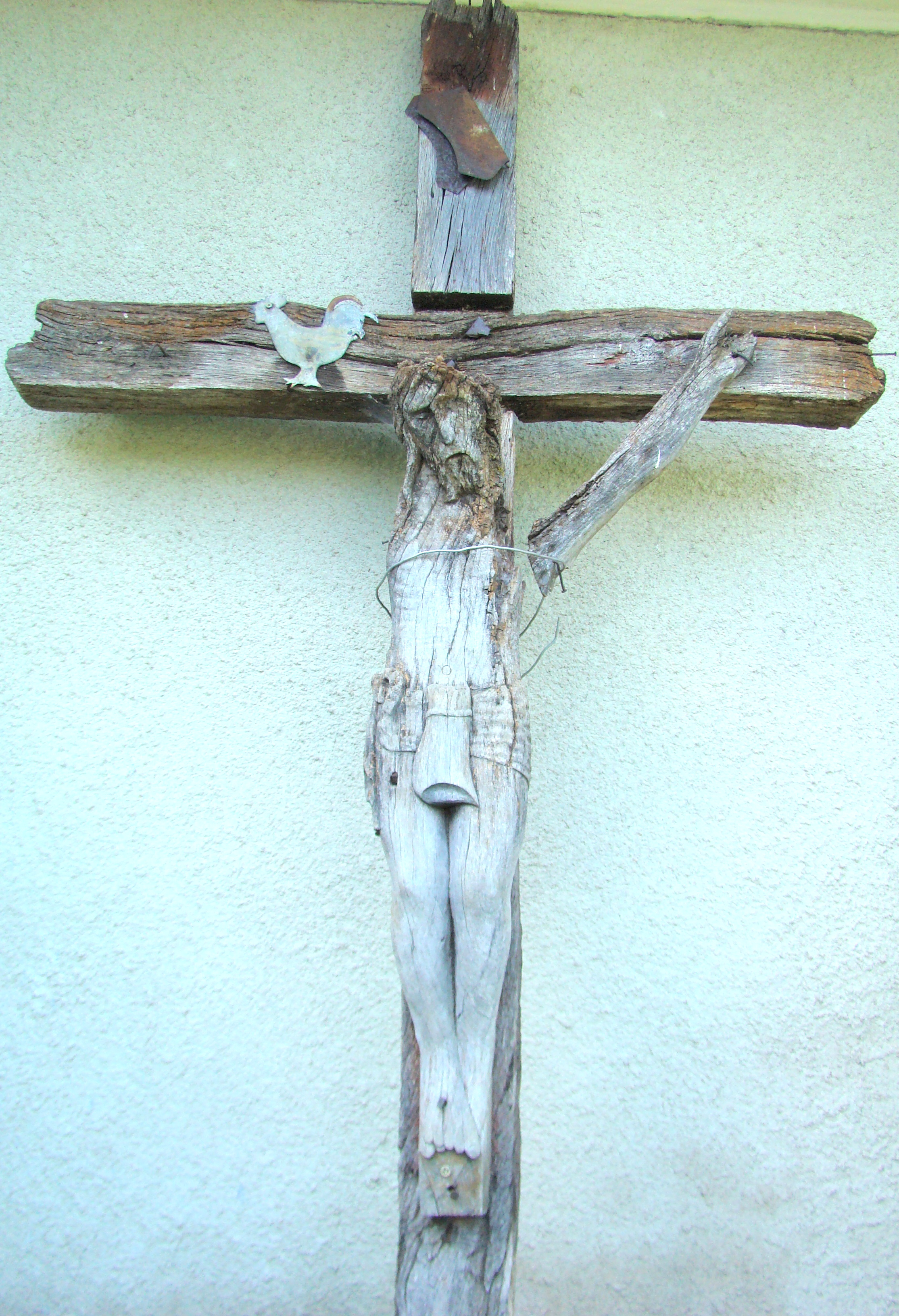
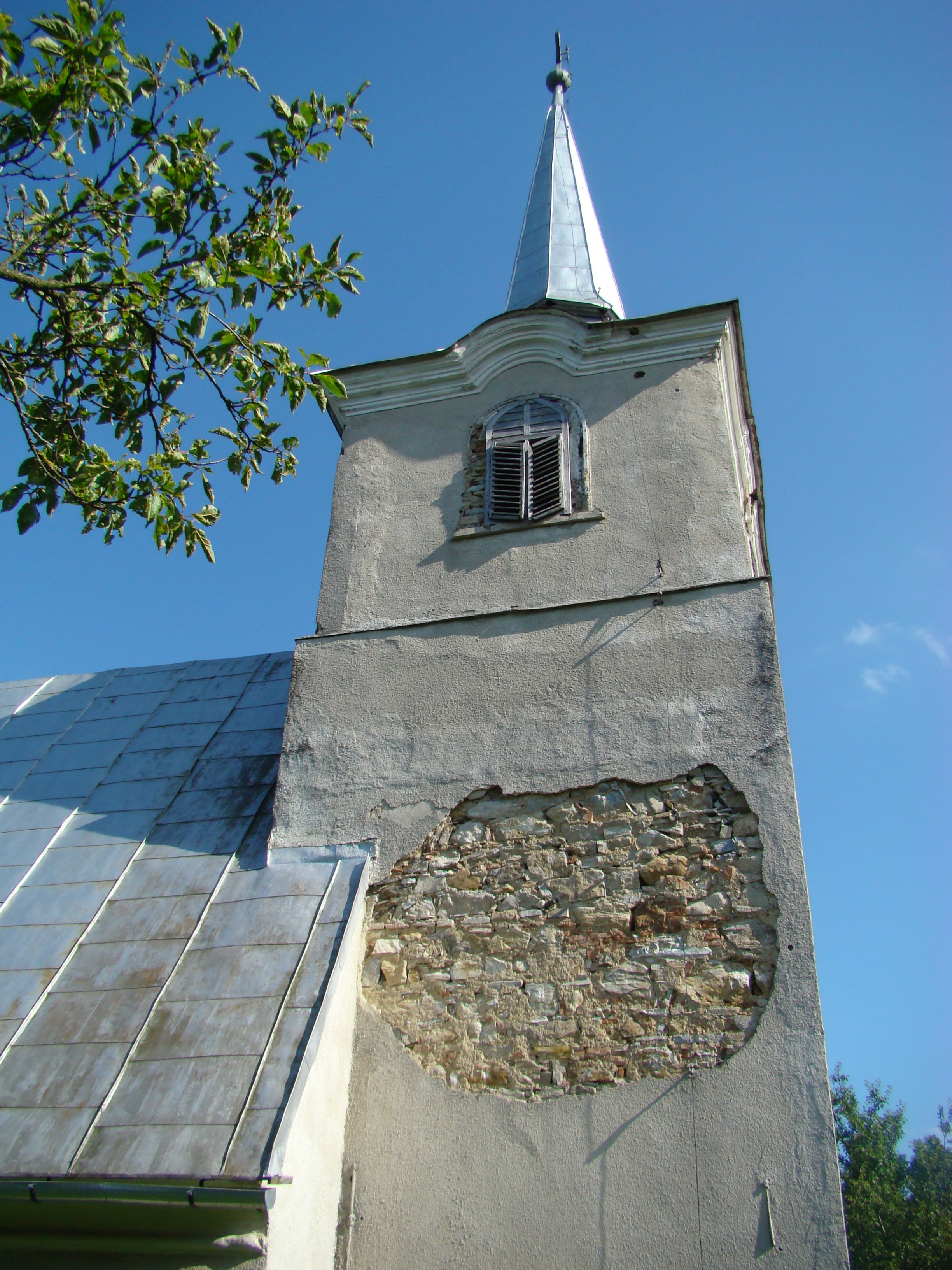
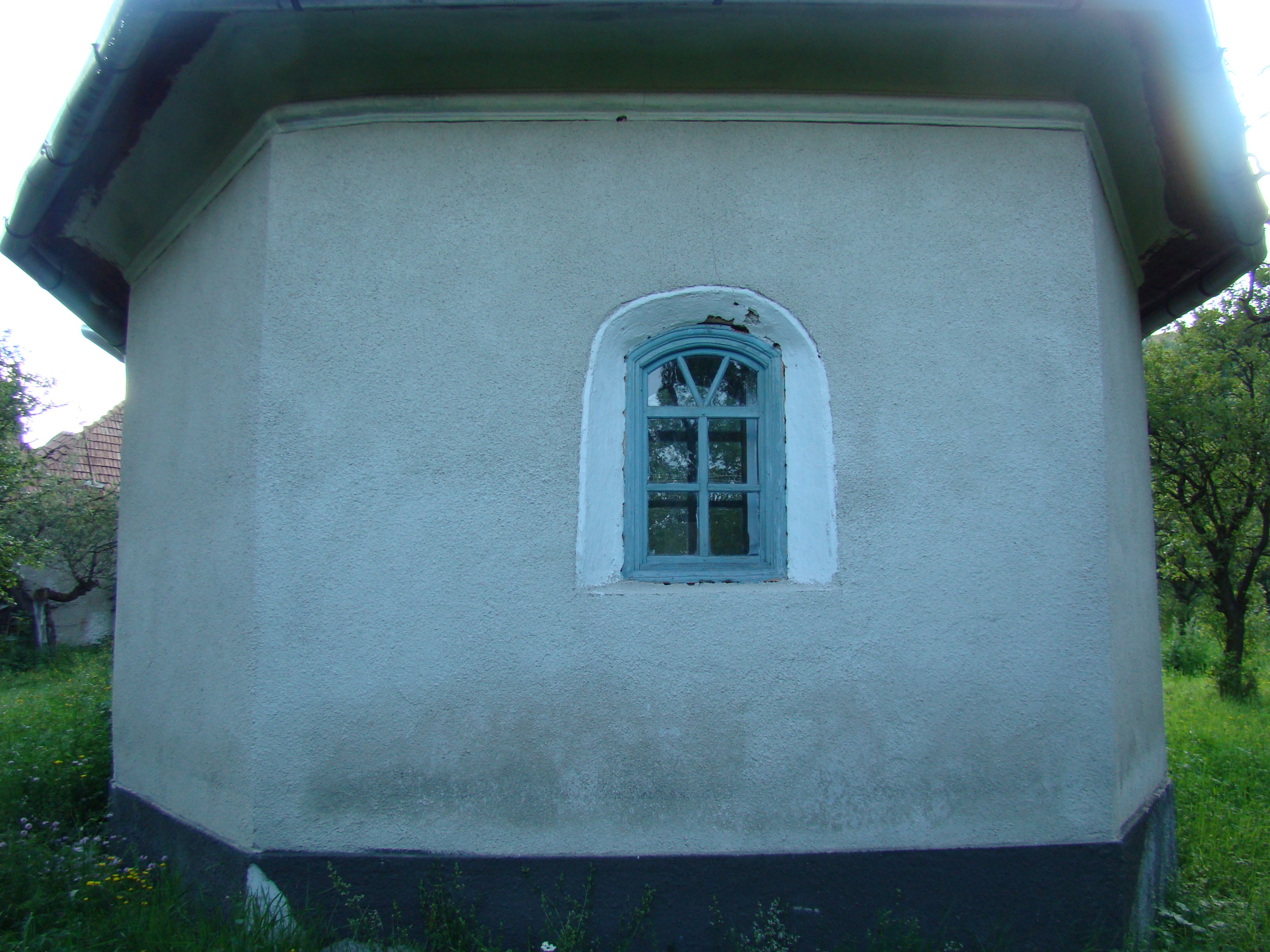
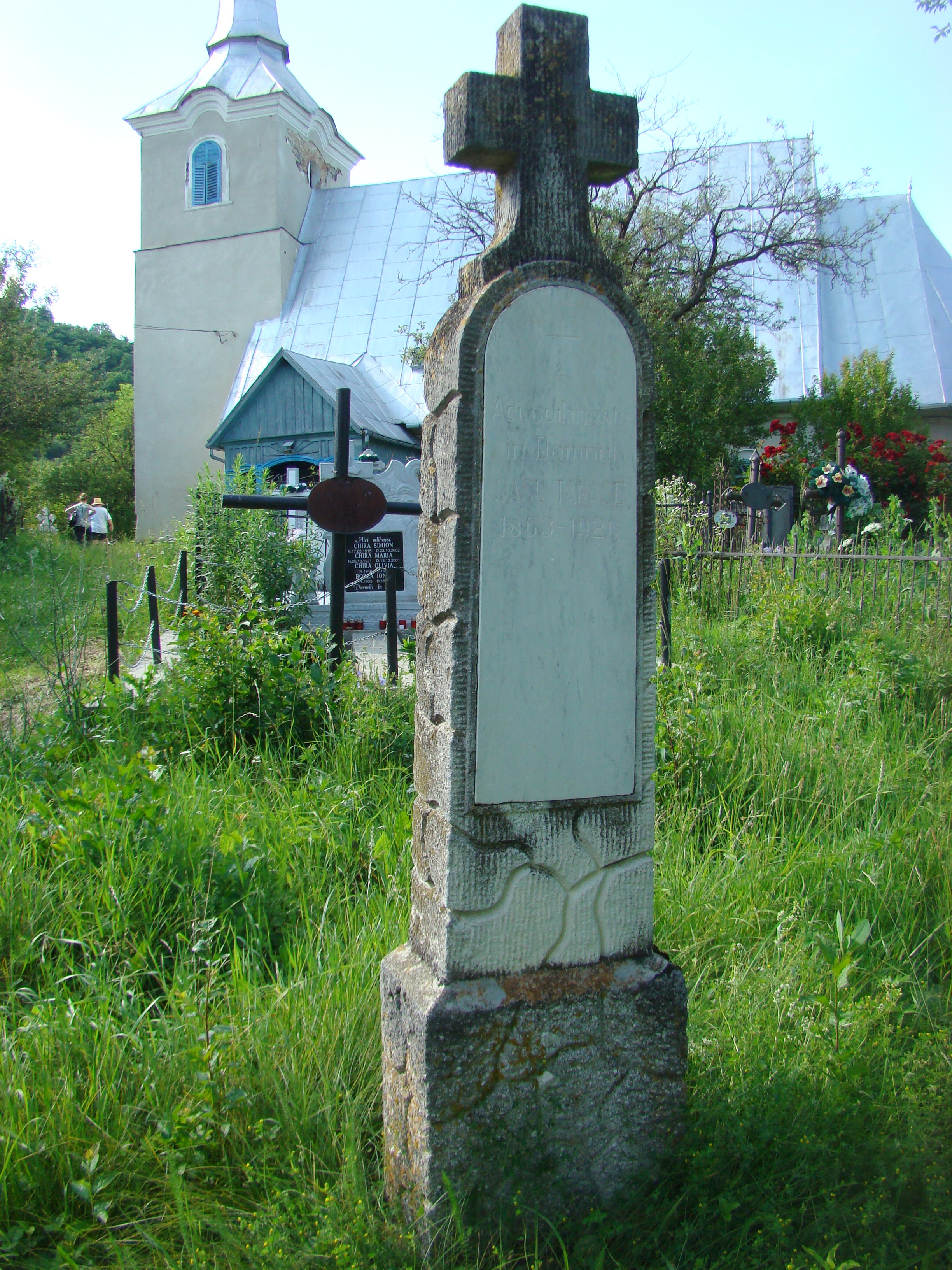

## Imagini din interior

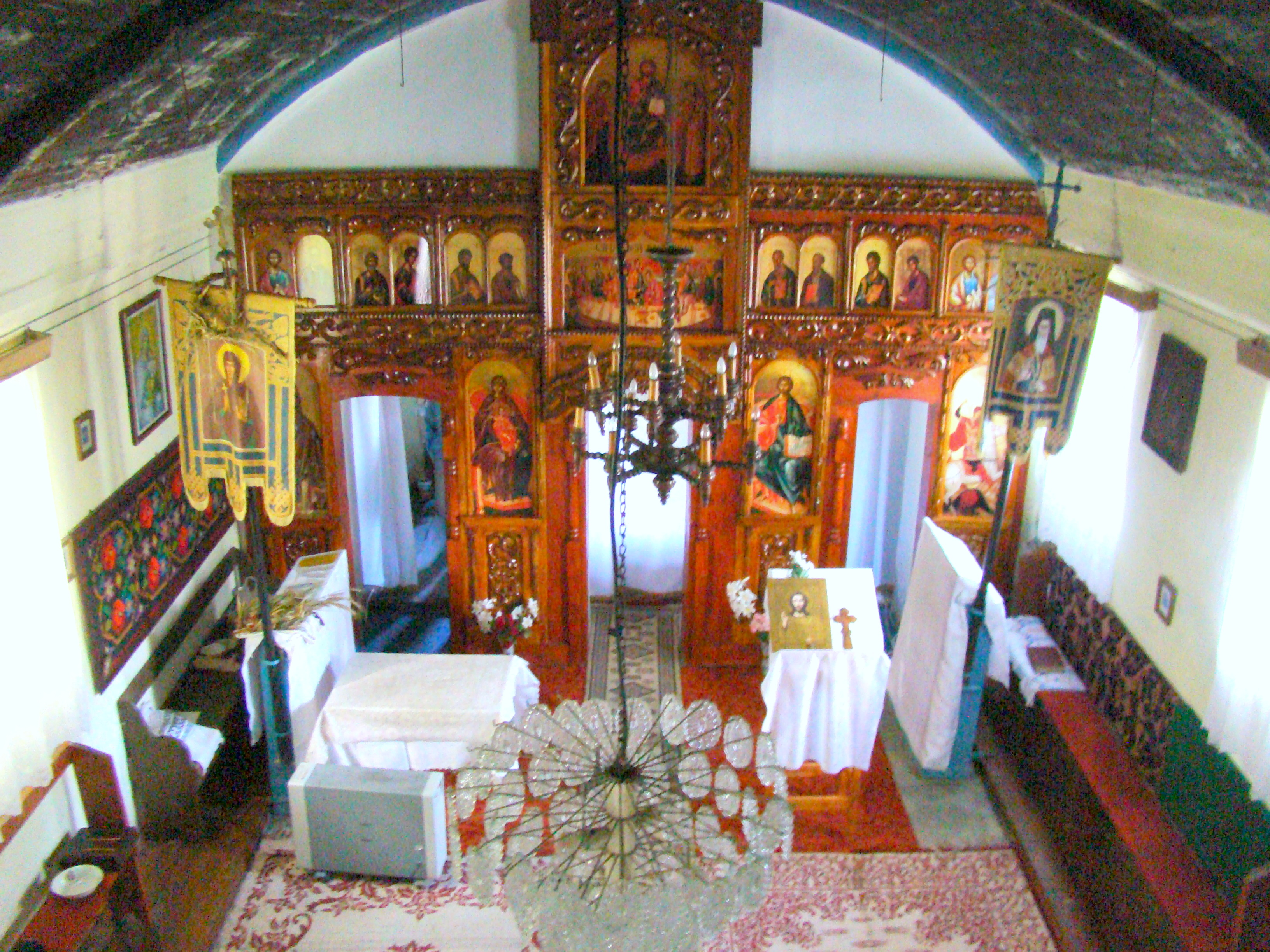
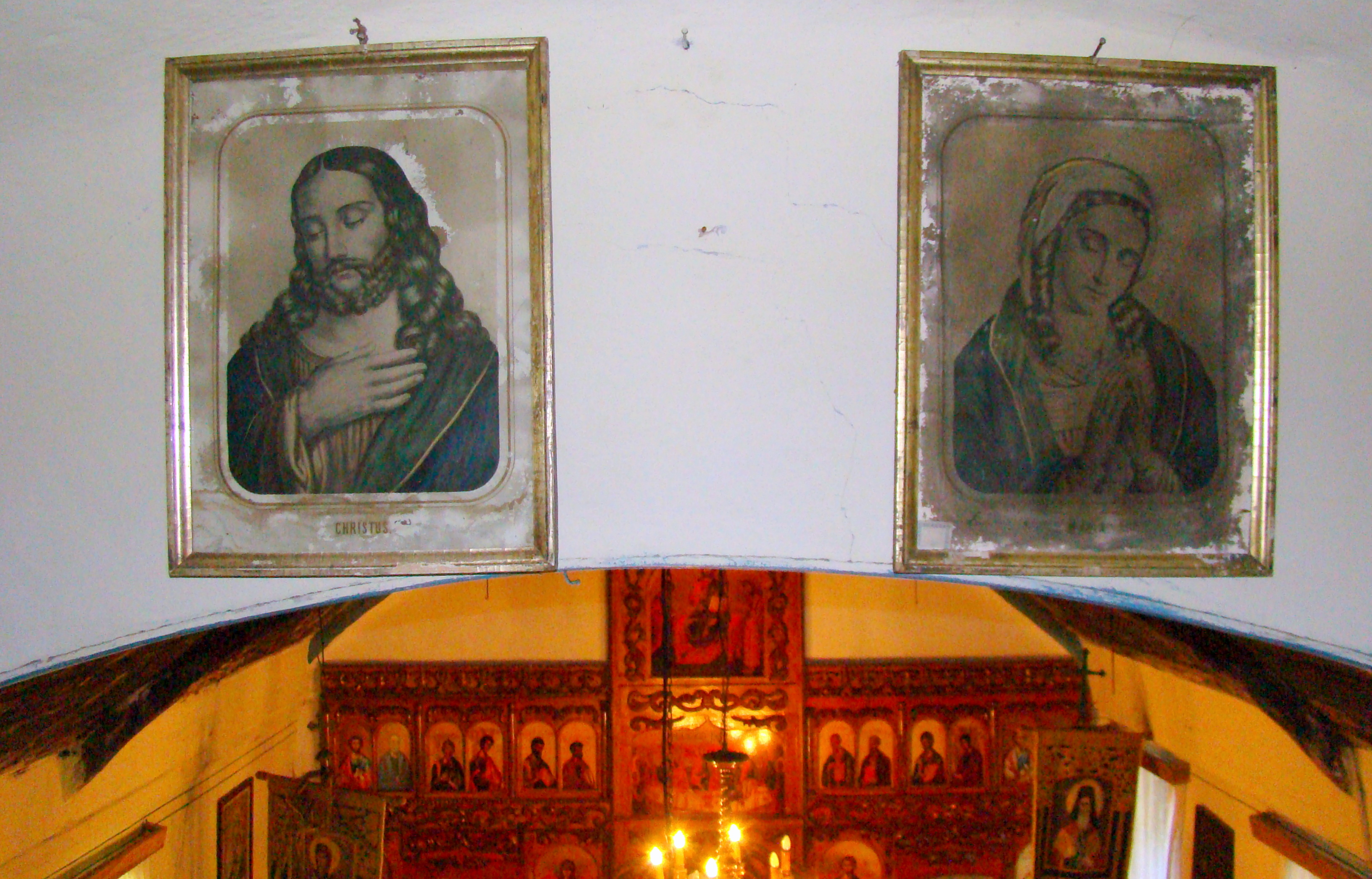
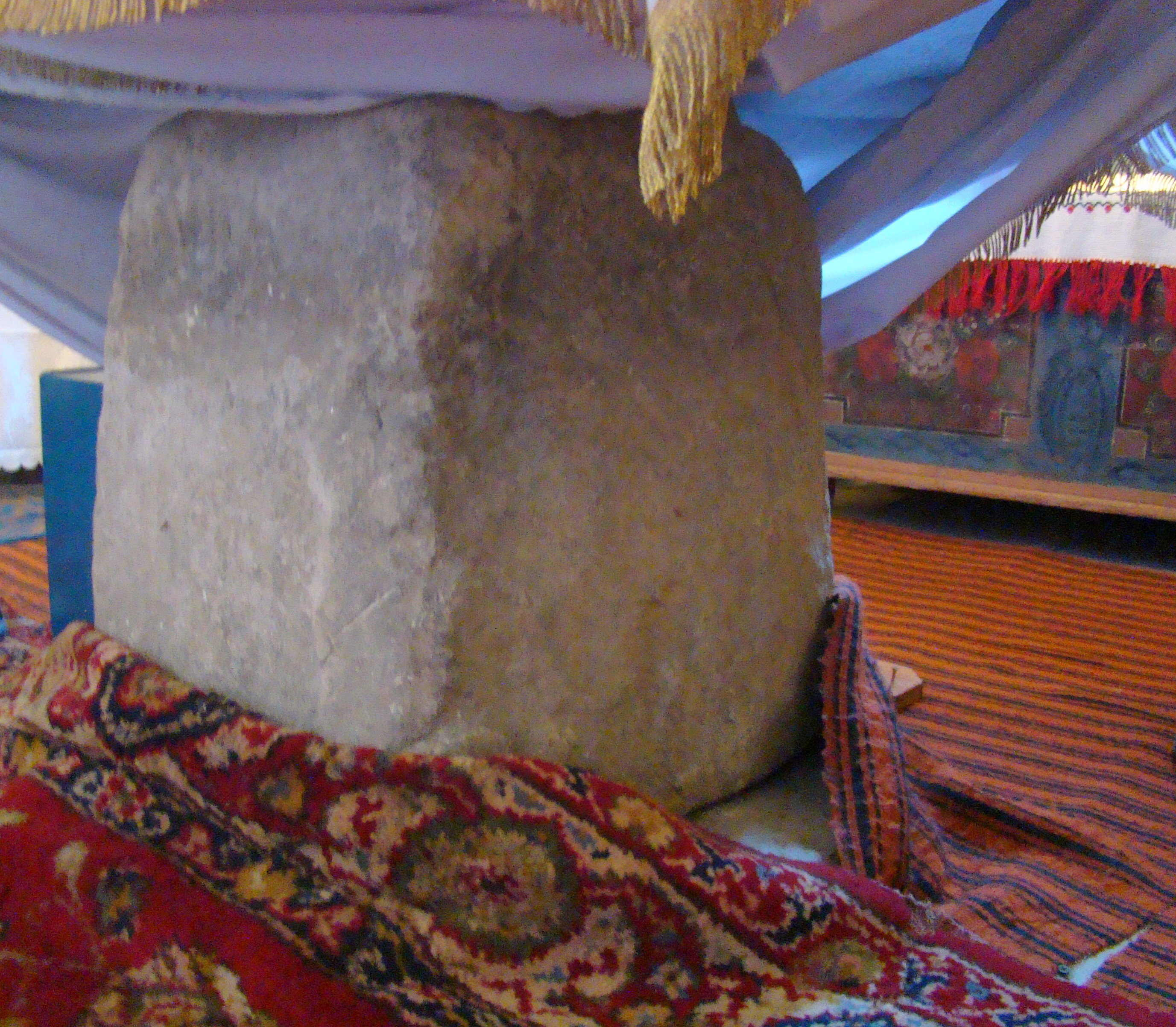
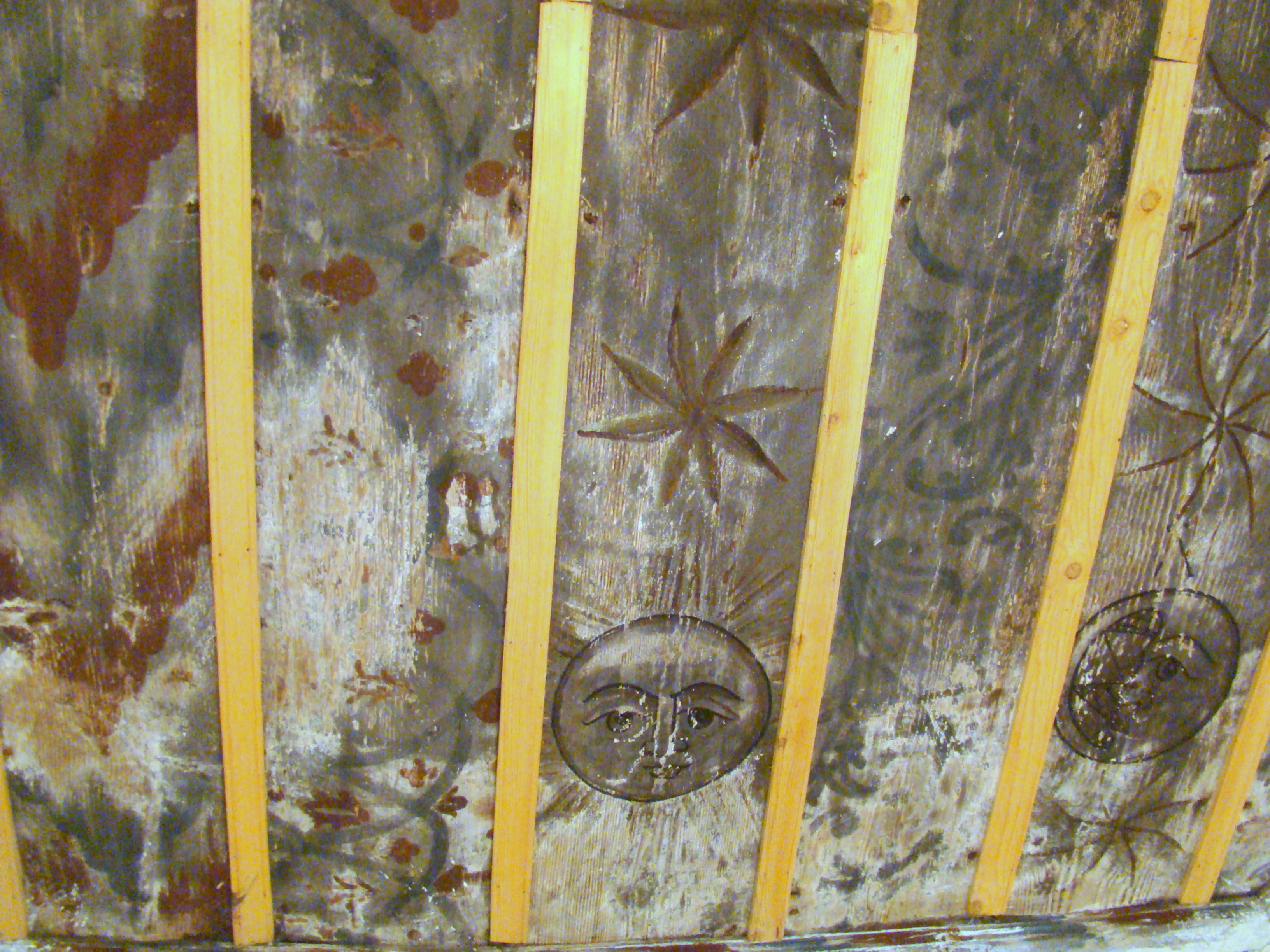
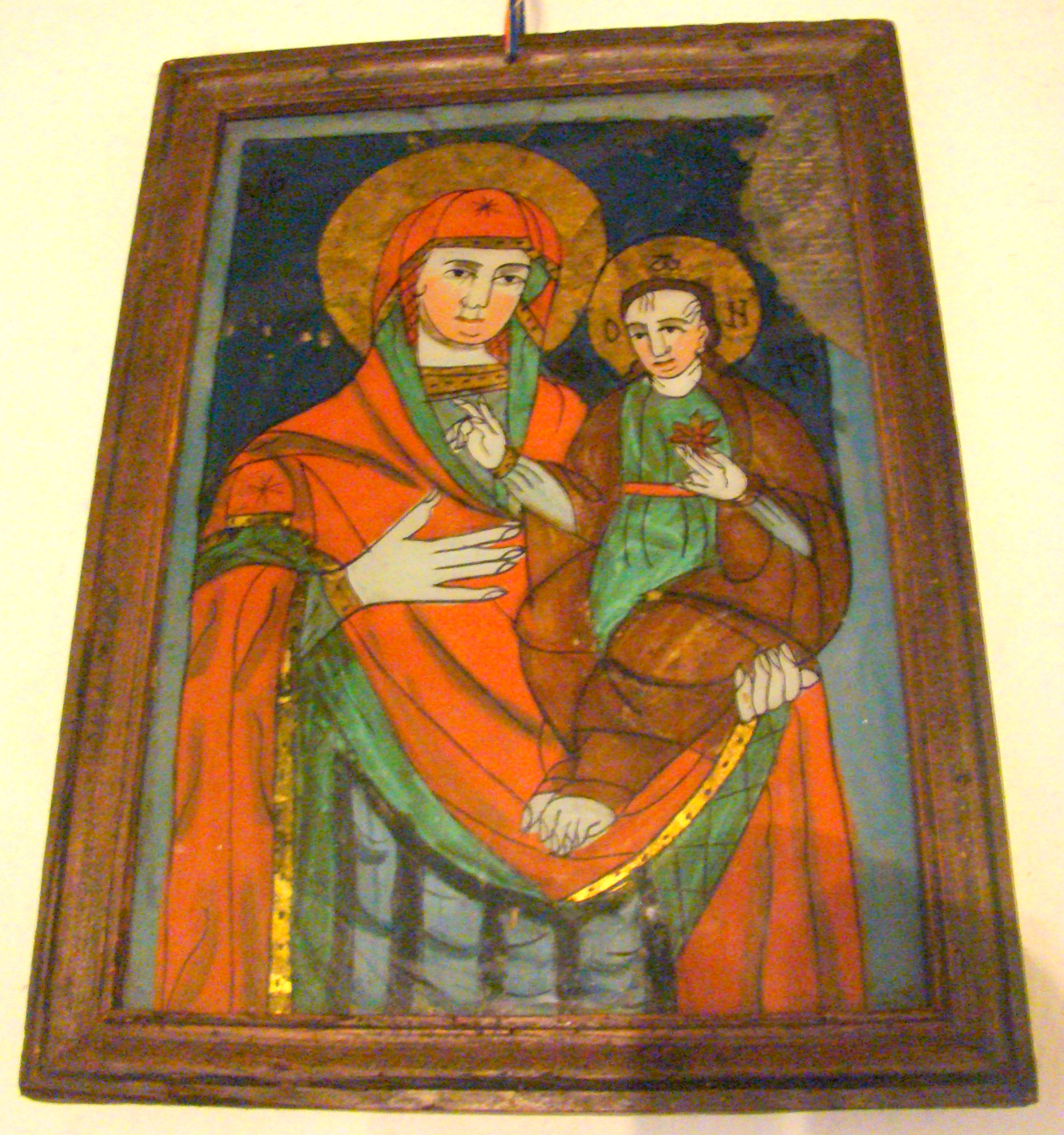
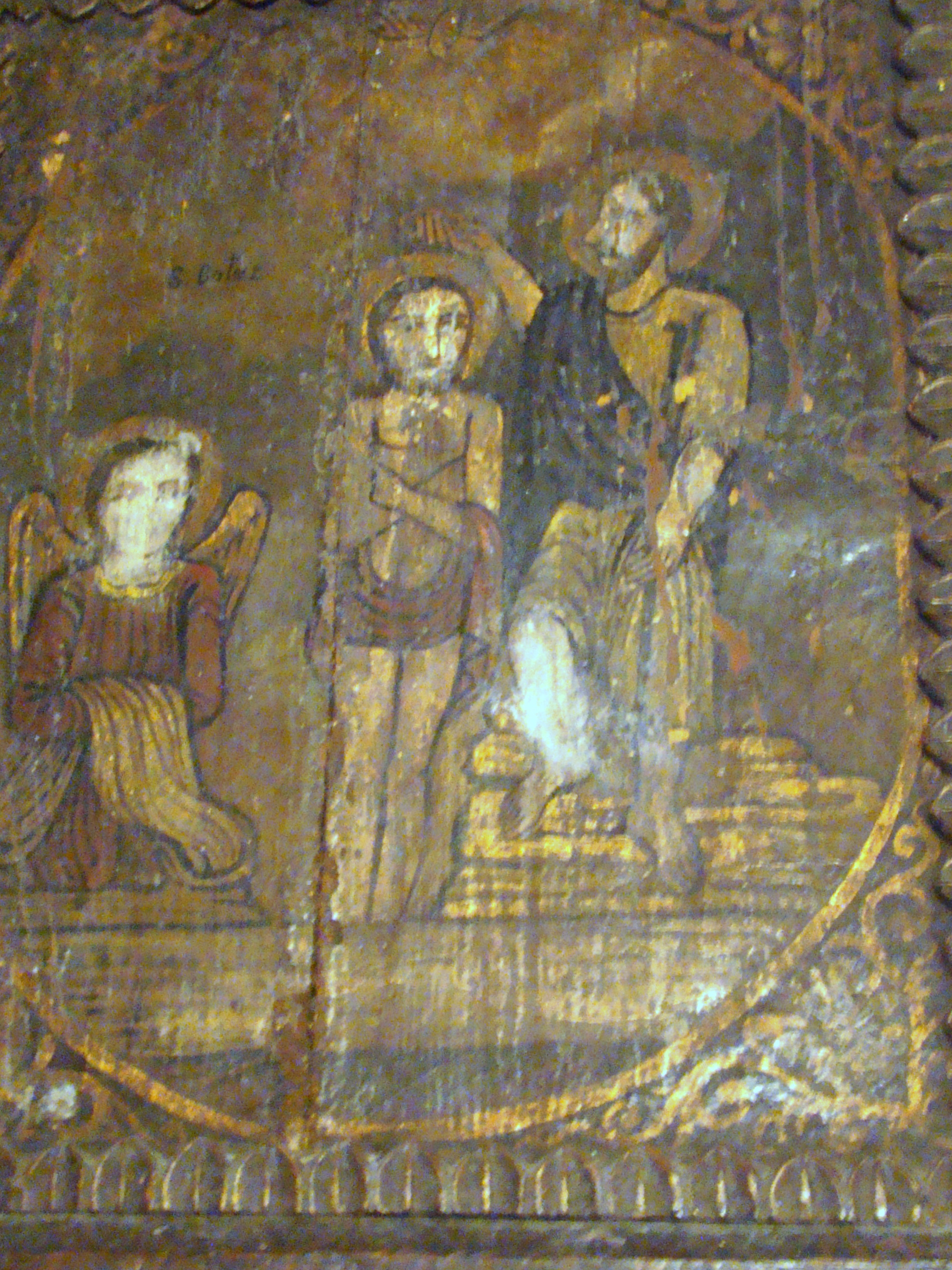
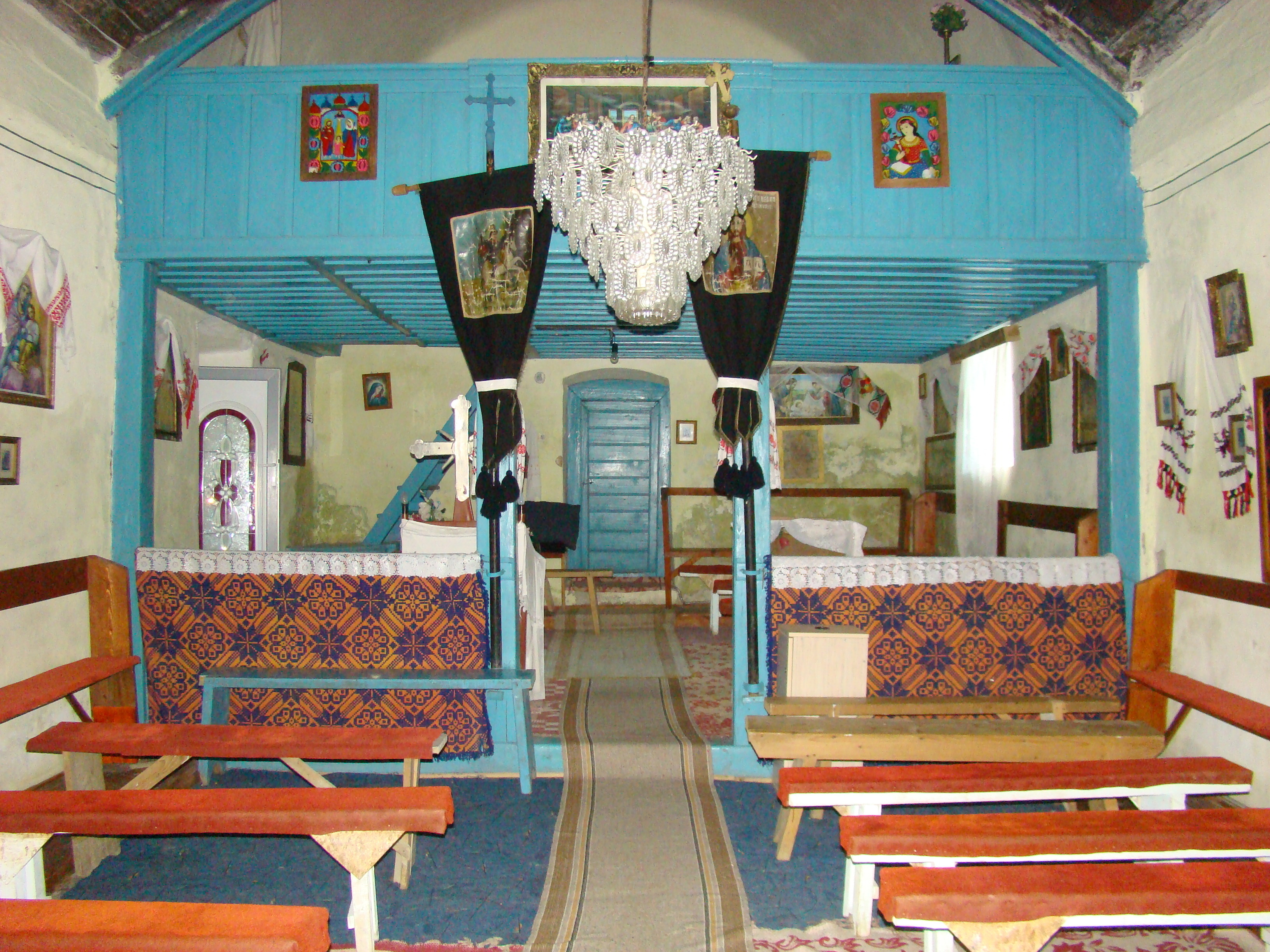
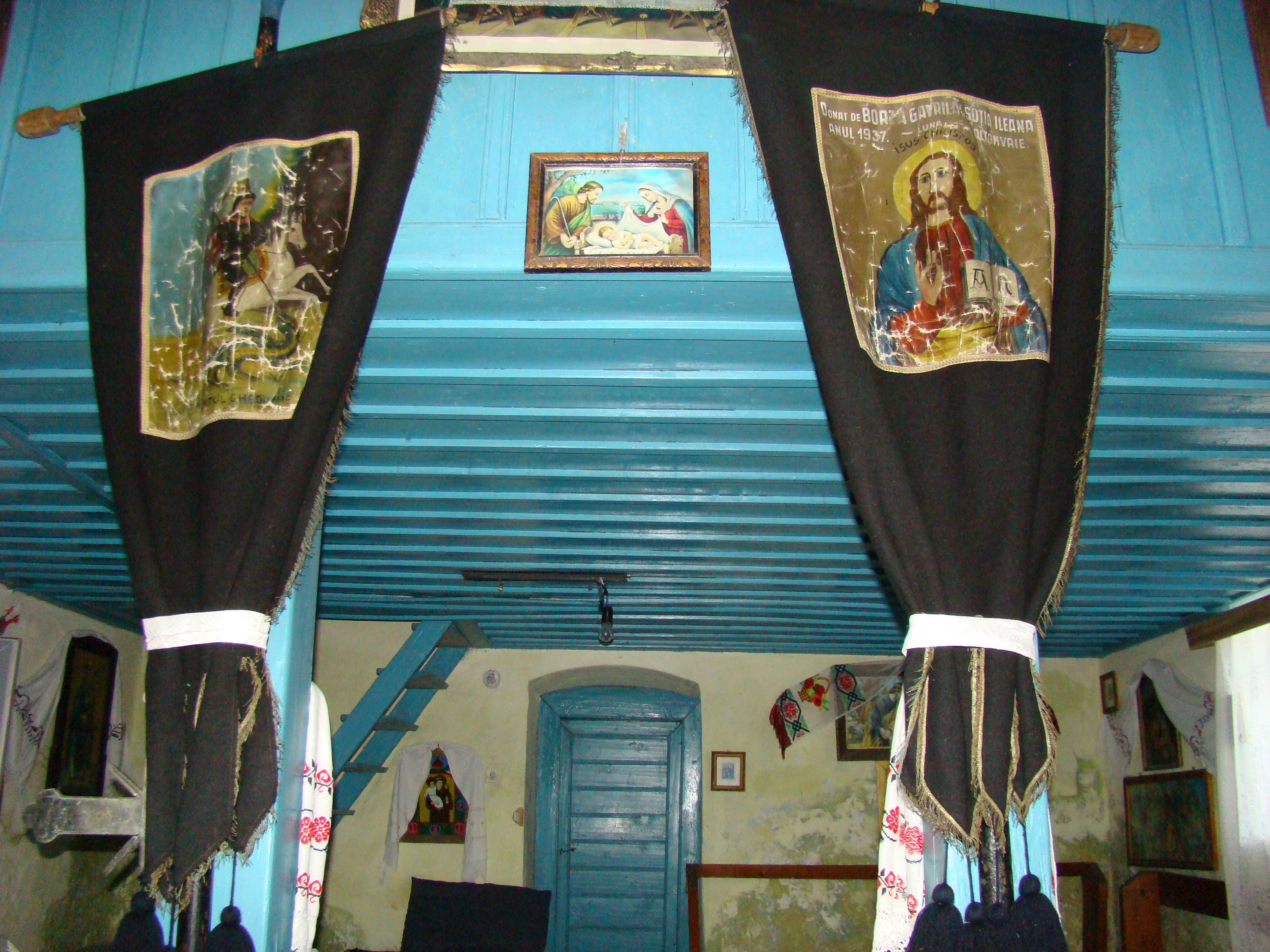
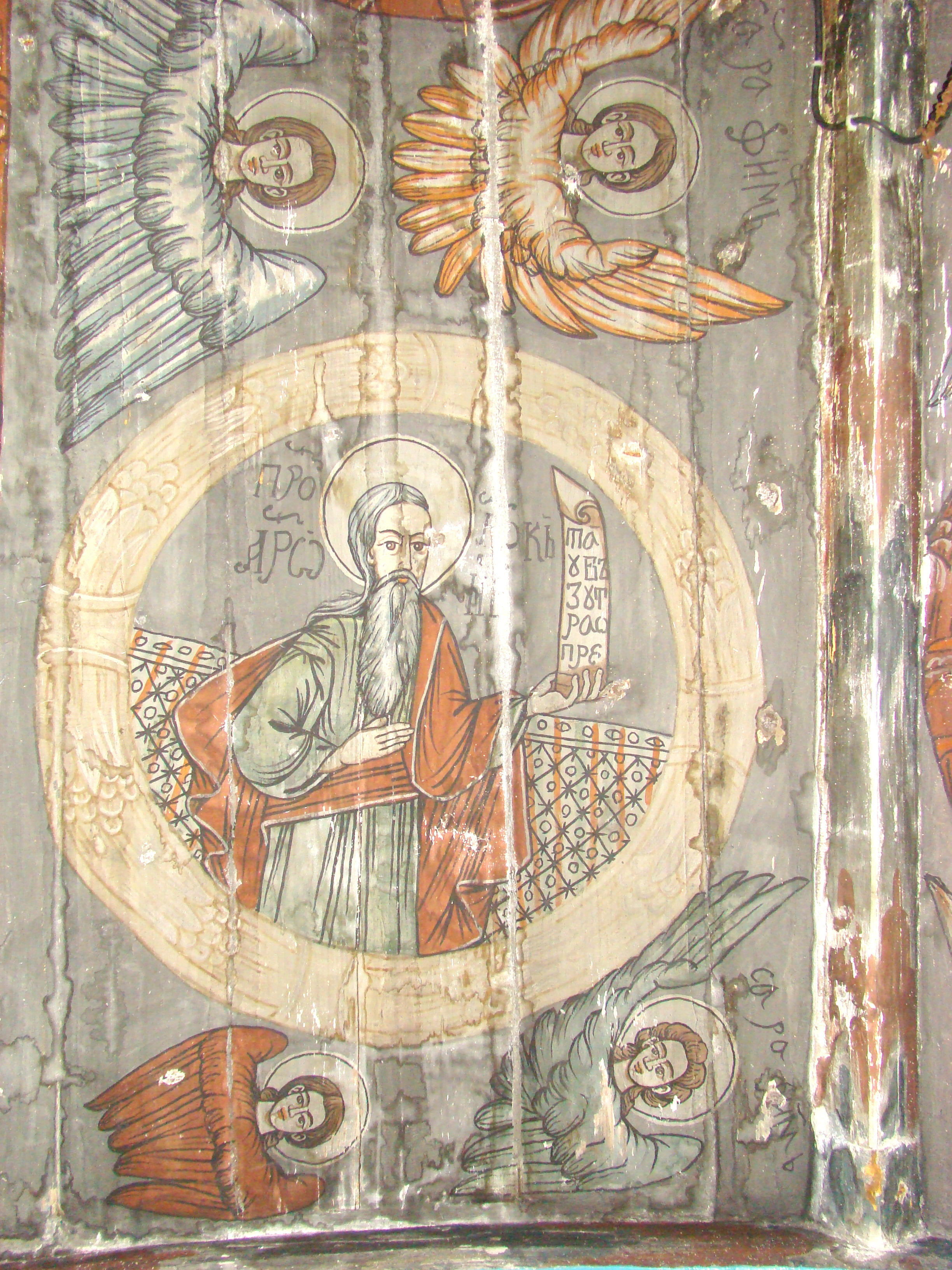
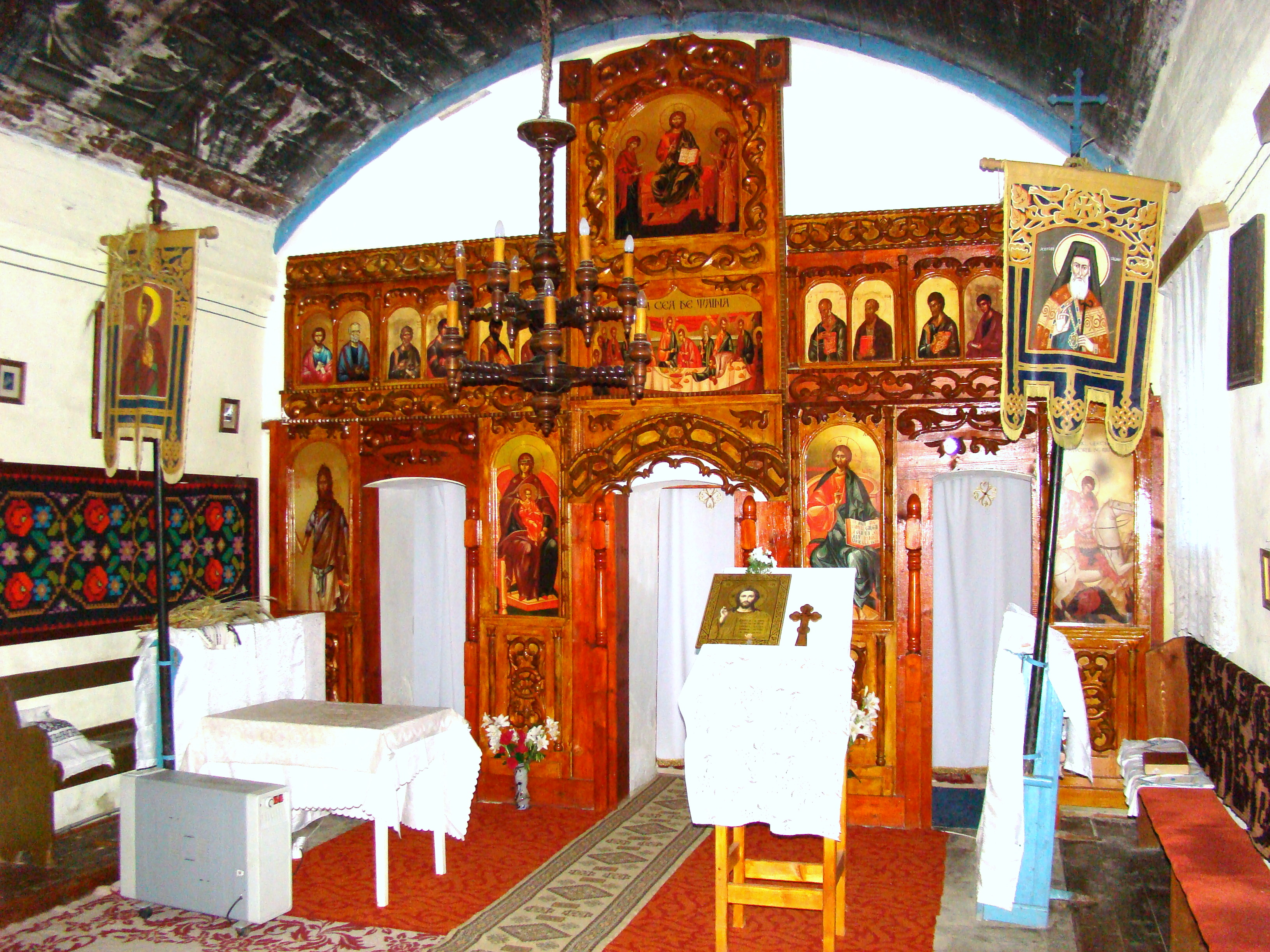
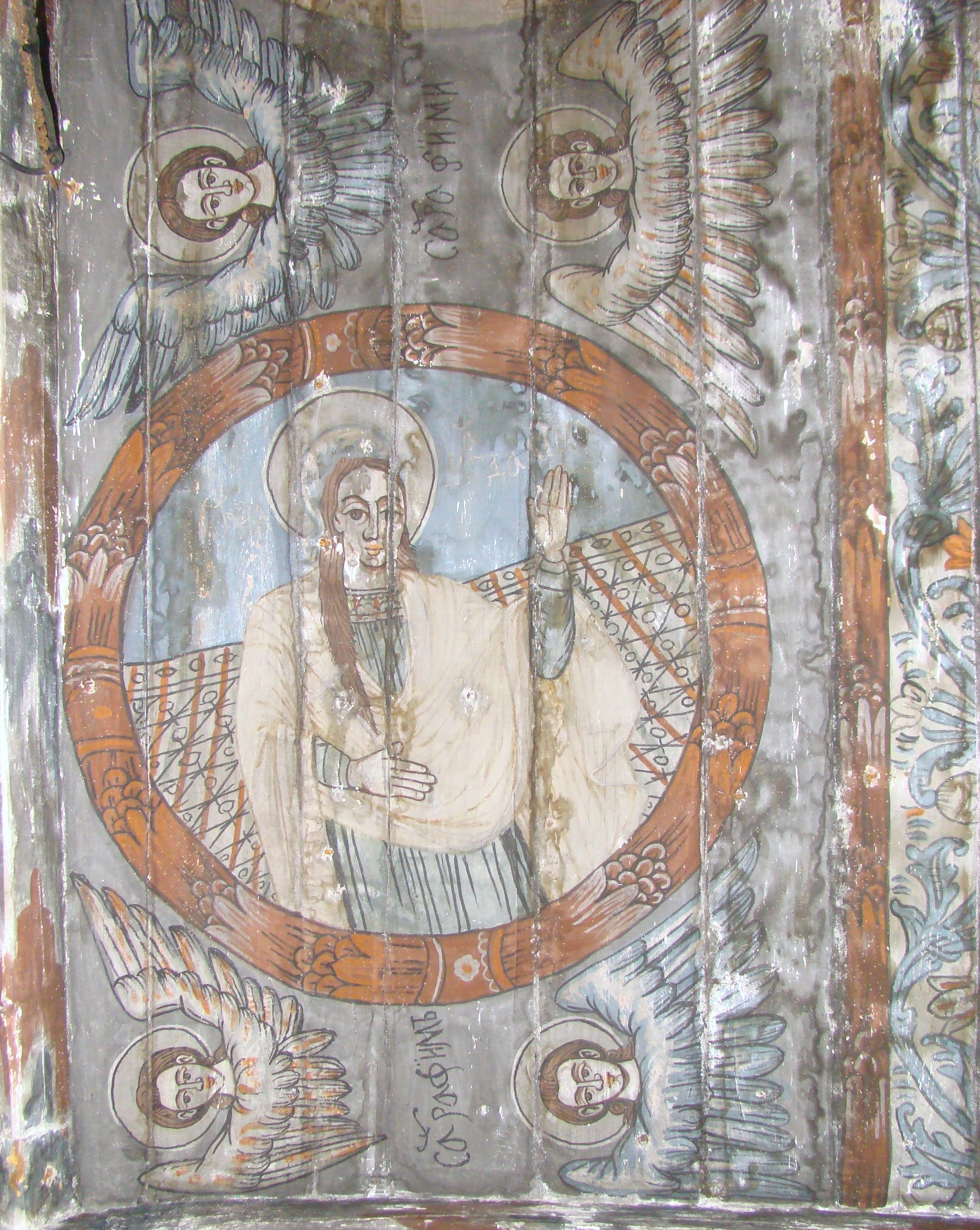
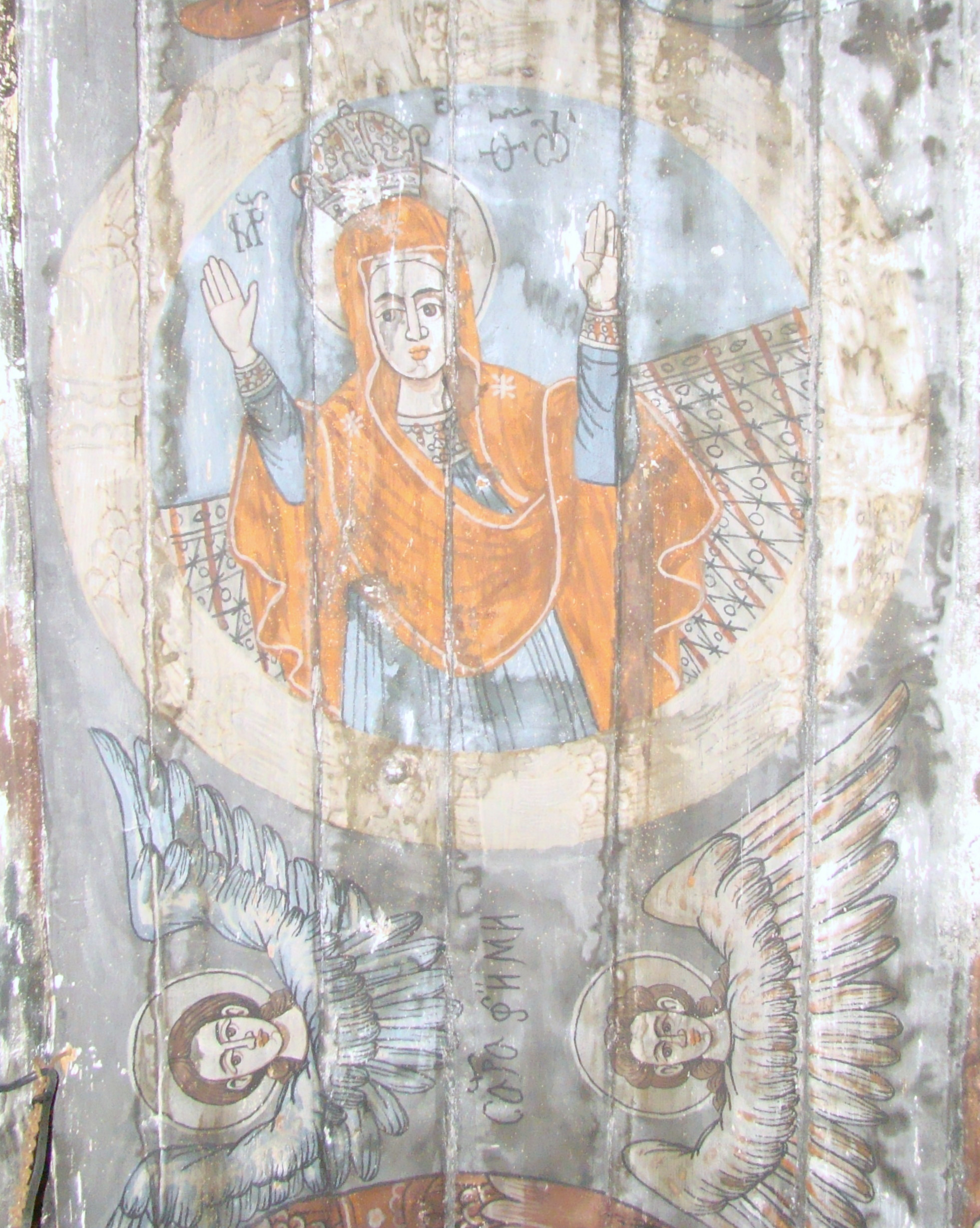
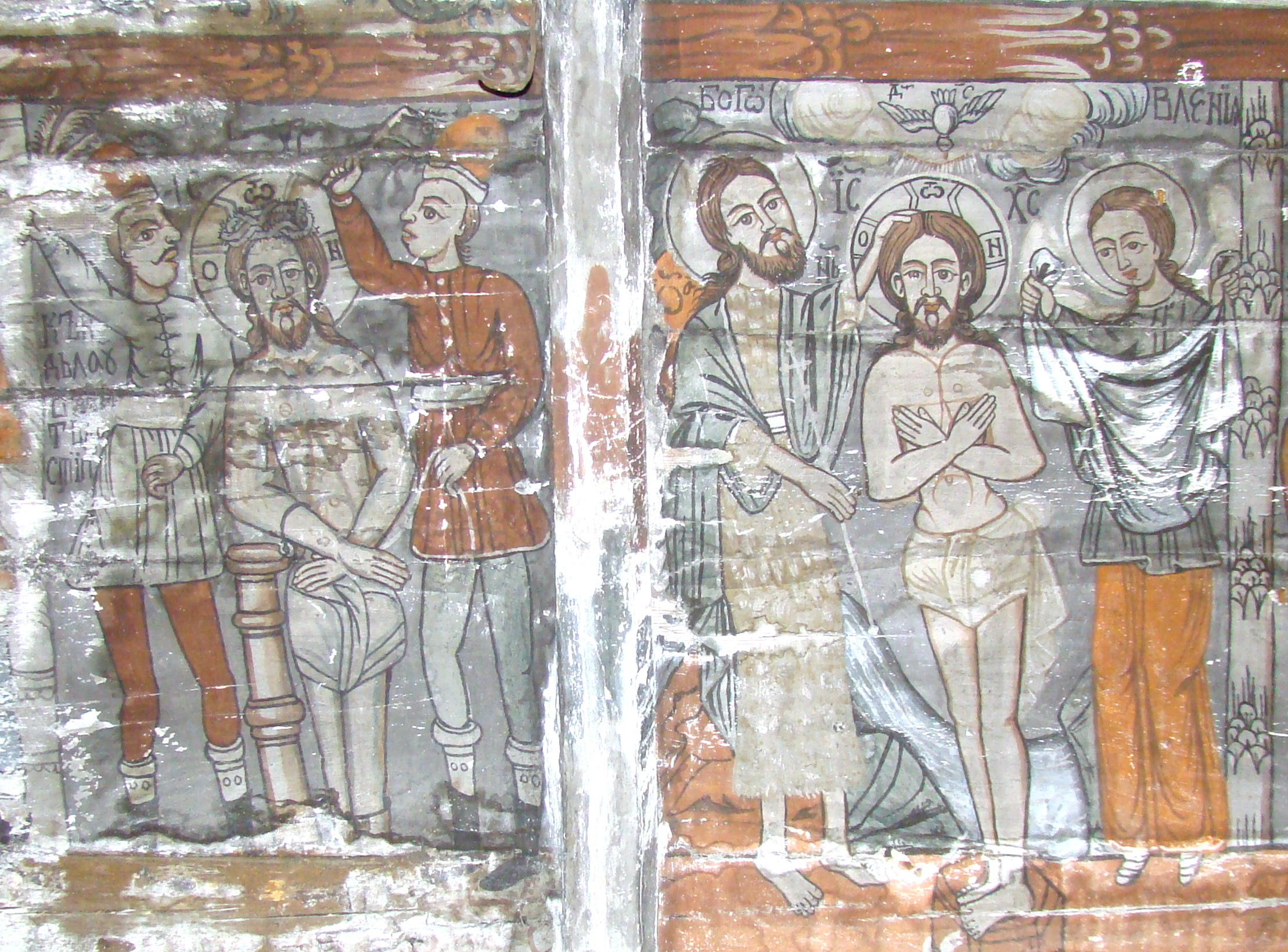
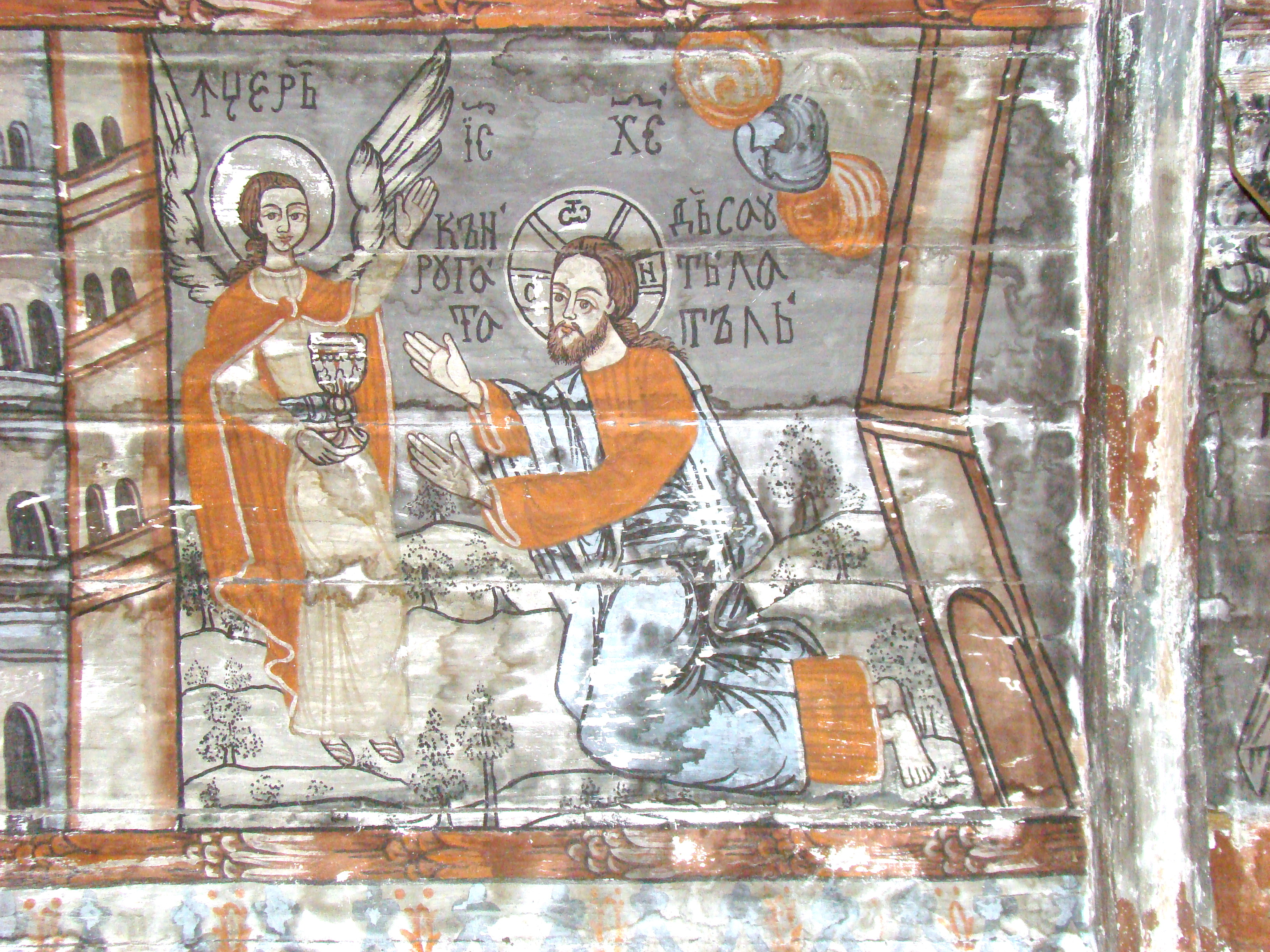
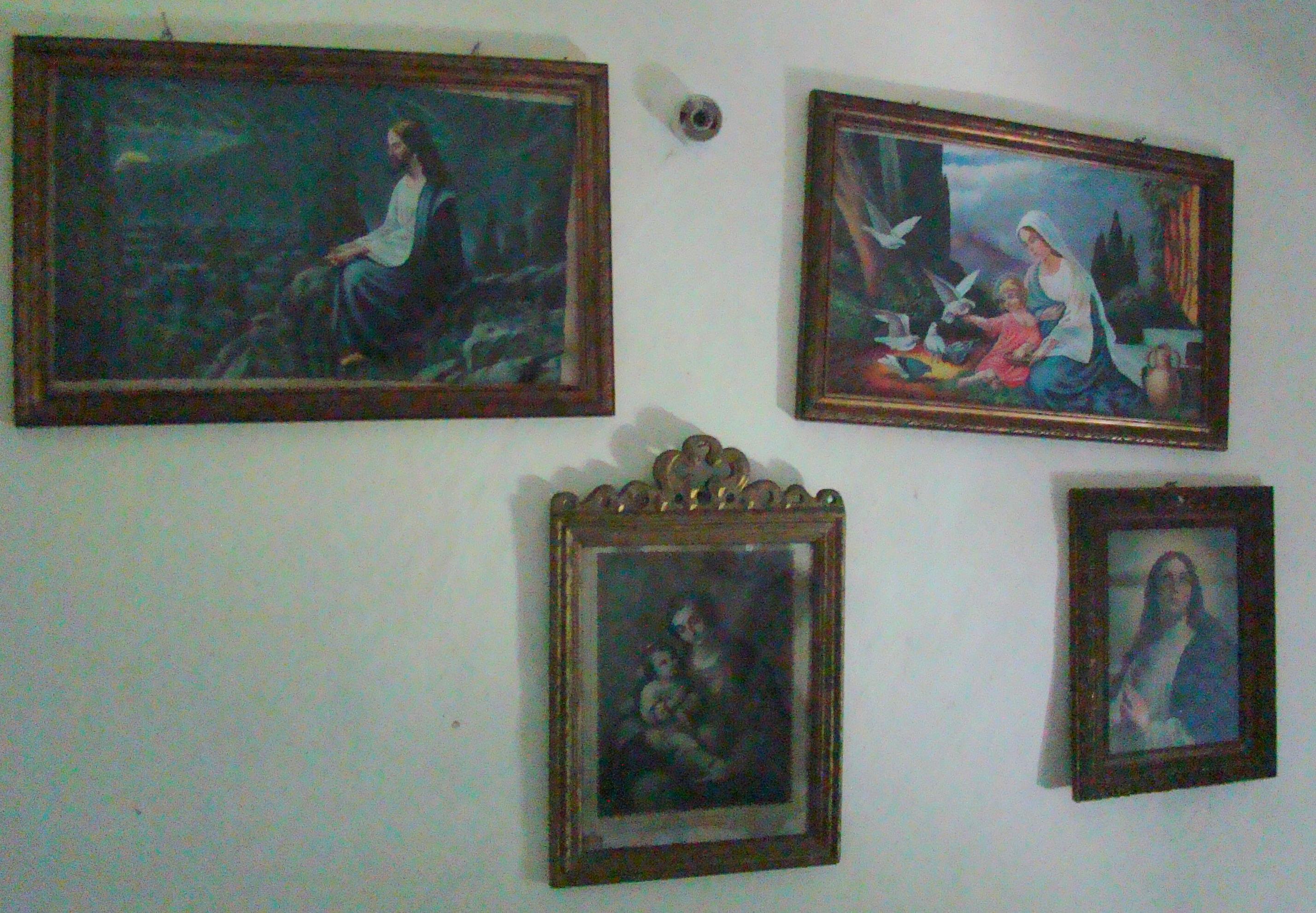
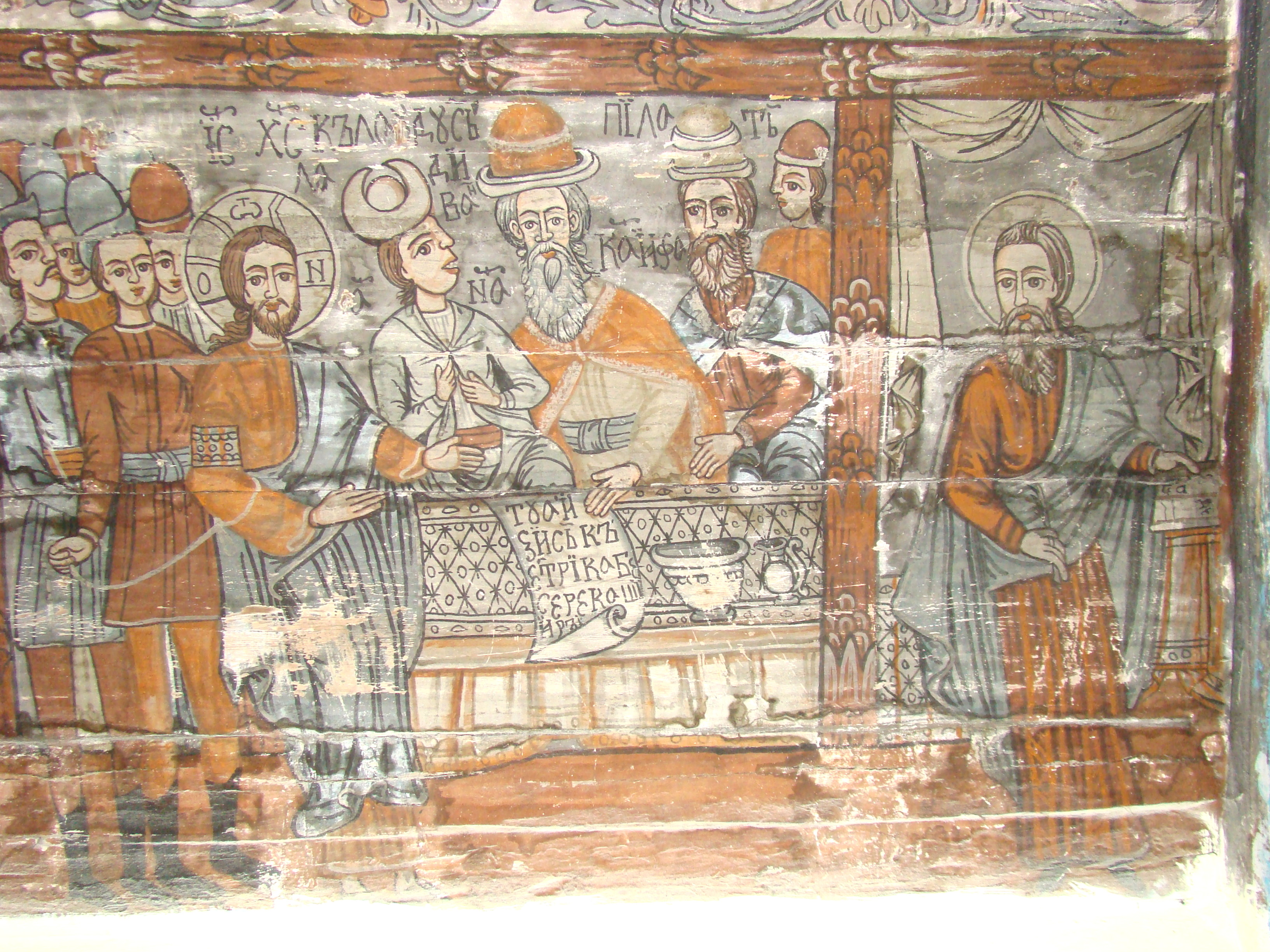